# Championnat du monde de hockey sur glace 2016
Navigation
République tchèque 2015 France et Allemagne 2017
Le 80e championnat du monde de hockey sur glace se dispute du 6 mai au 22 mai 2016 dans les villes de Moscou et Saint-Pétersbourg en Russie.

## Format de la compétition

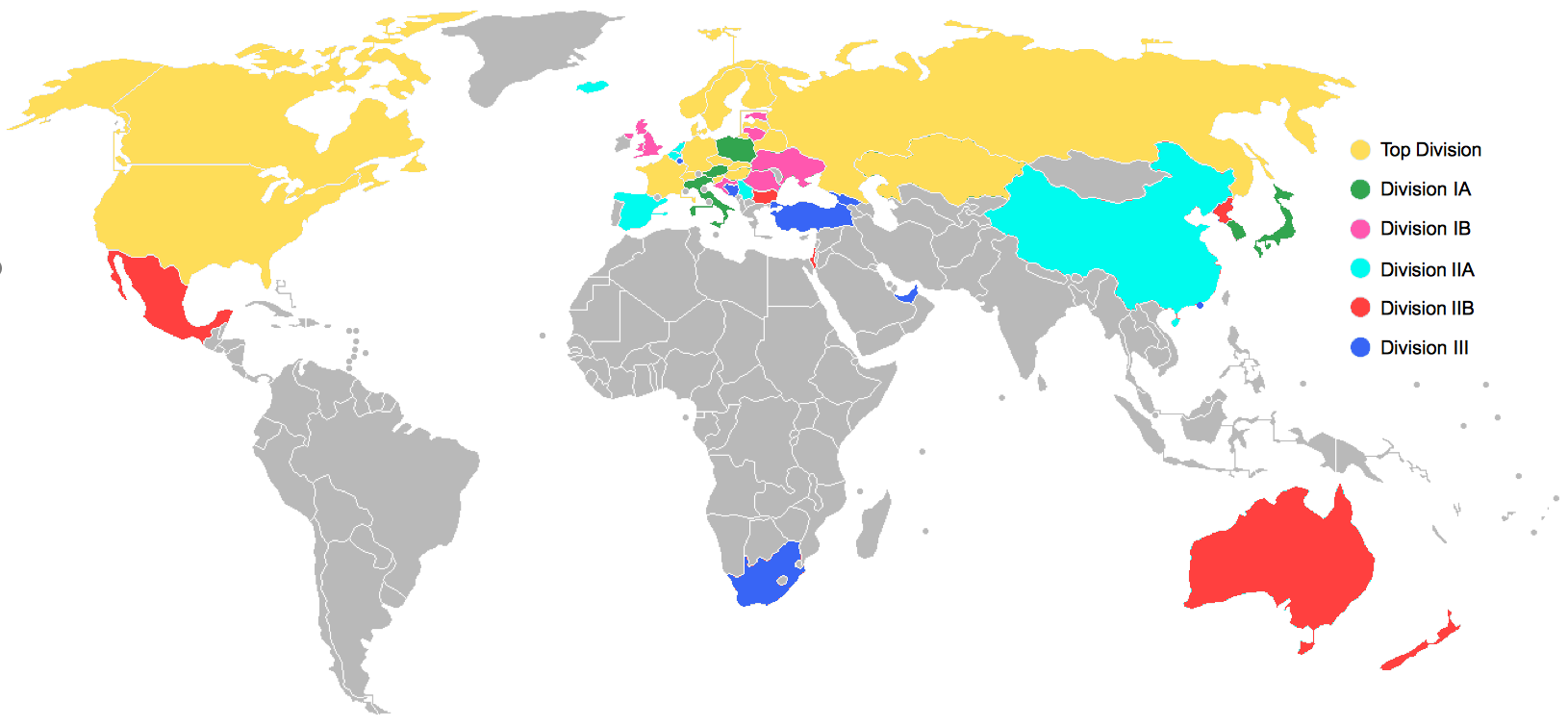
Nations participant au Championnat du monde de hockey sur glace 2016, par division.

Le Championnat du monde de hockey sur glace est un ensemble de plusieurs tournois regroupant les nations en fonction de leur niveau. Les meilleures équipes disputent le titre dans la Division Élite. Cette Division regroupe 16 équipes réparties en deux poules de 8 qui disputent un tour préliminaire. Les 4 premiers de chaque poule sont qualifiés pour les quarts de finale et les derniers sont relégués en Division IA à l'exception de l'Allemagne et de la France, co-organisateurs de l'édition 2017, qui ne peuvent être relégués même s'ils terminent à la dernière place du groupe B. Si l'Allemagne et la France terminent aux 7e et 8e places de leur groupe, seule la huitième équipe du groupe A est reléguée.
Pour les autres divisions qui comptent 6 équipes (sauf la Division III qui en compte 7), les équipes s’affrontent entre elles et, à l'issue de cette compétition, le premier est promu dans la division supérieure et le dernier est relégué dans la division inférieure.
Lors des phases de poule, les points sont attribués ainsi :
- 3 points pour une victoire dans le temps réglementaire ;
- 2 points pour une victoire en prolongation ou aux tirs de fusillade ;
- 1 point pour une défaite en prolongation ou aux tirs de fusillade ;
- aucun point pour une défaite dans le temps réglementaire.

La prolongation est de 5 minutes à 4 joueurs contre 4 (plus les gardiens).

## Division Élite

### Patinoires
| RUSSIE Saint-Pétersbourg Moscou Localisation de Moscou et Saint-Pétersbourg en Russie occidentale. |

| VTB Ice Palace (en) à Moscou | Palais des sports Ioubileïny à Saint-Pétersbourg |
|                              |                                                  |
| Capacité : 12 100            | Capacité : 7 012                                 |

### Diffusion télévisée
| Pays               | Chaîne                 |
| ------------------ | ---------------------- |
| Allemagne          | ARD                    |
| Autriche           | ORF                    |
| Biélorussie        | BTRK                   |
| Canada             | TSN et RDS             |
| Danemark           | TV 2 Sport             |
| États-Unis         | NBC Sports Network     |
| Finlande           | MTV3                   |
| France             | Canal+ Sport           |
| République tchèque | ČT                     |
| Russie             | Pierviy Kanal Match TV |
| Suède              | TV4                    |
| Suisse             | SRG SRR                |

### Tour préliminaire
Le groupe principal regroupe 16 équipes, réparties en deux groupes (entre parenthèses le classement IIHF) :
| Groupe A (à Moscou) - Russie (2) pays hôte - Suède (3) - Tchéquie (6) - Suisse (7) - Lettonie (10) - Norvège (11) - Danemark (15) - Kazakhstan (17) promu de la Division IA | Groupe B (à Saint-Pétersbourg) - Canada (1) tenant du titre - Finlande (4) - États-Unis (5) - Slovaquie (8) - Biélorussie (9) - France (12) - Allemagne (13) - Hongrie (19) promu de la Division IA |

#### Résultats
| Pays       |         |        |         |         |     |     |        |  |
| ---------- | ------- | ------ | ------- | ------- | --- | --- | ------ |  |
| Danemark   |         |        |         |         |     |     |        |  |
| Kazakhstan | 1-4     |        |         |         |     |     |        |  |
| Lettonie   | 2-3 TF  | 2-1    |         |         |     |     |        |  |
| Norvège    | 0-3     | 4-2    | 3-1     |         |     |     |        |  |
| Tchéquie   | 1-2 TF  | 3-1    | 4-3 TF  | 7-0     |     |     |        |  |
| Russie     | 10-1    | 6-4    | 4-0     | 3-0     | 0-3 |     |        |  |
| Suède      | 5-2     | 7-3    | 2-1 Pr. | 3-2     | 2-4 | 1-4 |        |  |
| Suisse     | 3-2 Pr. | 2-3 TF | 5-4     | 3-4 Pr. | 4-5 | 1-5 | 2-3 TF |  |

| Pays        |        |     |     |         |     |     |     |  |
| ----------- | ------ | --- | --- | ------- | --- | --- | --- |  |
| Allemagne   |        |     |     |         |     |     |     |  |
| Biélorussie | 2-5    |     |     |         |     |     |     |  |
| Canada      | 5-2    | 8-0 |     |         |     |     |     |  |
| États-Unis  | 2-3    | 6-3 | 1-5 |         |     |     |     |  |
| Finlande    | 5-1    | 6-2 | 4-0 | 3-2     |     |     |     |  |
| France      | 3-2 TF | 0-3 | 0-4 | 0-4     | 1-3 |     |     |  |
| Hongrie     | 2-4    | 5-2 | 1-7 | 1-5     | 0-3 | 2-6 |     |  |
| Slovaquie   | 1-5    | 2-4 | 0-5 | 3-2 Pr. | 0-5 | 5-1 | 4-1 |  |

Pr. : Prolongation   -   TF : Tirs de fusillade

#### Groupe A

##### Matches
| 6 mai | Suède | 2-1 (pr) (1-0, 0-0, 0-1, 1-0) | Lettonie | VTB Ice Palace, Moscou 4 420 spectateurs |

| Feuille de match | Feuille de match                                                           | Feuille de match | Feuille de match                                   | Feuille de match                                                                                   |
| ---------------- | -------------------------------------------------------------------------- | ---------------- | -------------------------------------------------- | -------------------------------------------------------------------------------------------------- |
|                  | Ericsson (Backlund, Fransson) — 2 min 52 s Nyquist (Wennberg) — 64 min 6 s | 1-0 1-1 2-1      | - Sotnieks (Rēdlihs, Džeriņš) — 52 min 29 s (SN) - | Arbitrage : Stefan Fonselius Maksym Sidorenko Juges de lignes : Fraser McIntyre Aleksandr Otmakhov |
| Markström        | Gardiens                                                                   | Merzļikins       |                                                    | Arbitrage : Stefan Fonselius Maksym Sidorenko Juges de lignes : Fraser McIntyre Aleksandr Otmakhov |
| 10 min           | Pénalités                                                                  | 10 min           |                                                    | Arbitrage : Stefan Fonselius Maksym Sidorenko Juges de lignes : Fraser McIntyre Aleksandr Otmakhov |
| 44               | Tirs                                                                       | 21               |                                                    | Arbitrage : Stefan Fonselius Maksym Sidorenko Juges de lignes : Fraser McIntyre Aleksandr Otmakhov |

| 6 mai | Tchéquie | 3-0 (1-0, 1-0, 1-0) | Russie | VTB Ice Palace, Moscou 9 693 spectateurs |

| Feuille de match | Feuille de match                                                                                                  | Feuille de match | Feuille de match | Feuille de match                                                                            |
| ---------------- | --- | ---------------- | ---------------- | ------------------------------------------------------------------------------------------- |
|                  | Kundrátek (Kovář, Kempný) — 14 min 48 s Červenka (Jeřábek, Pastrňák) — 20 min 48 s (SN) Birner — 58 min 28 s (CV) | 1-0 2-0 3-0      | -                | Arbitrage : Daniel Piechaczek Tobias Wehrli Juges de lignes : Pasi Nieminen Henrik Pihlblad |
| Furch            | Gardiens | Bobrovski        |                  | Arbitrage : Daniel Piechaczek Tobias Wehrli Juges de lignes : Pasi Nieminen Henrik Pihlblad |
| 10 min           | Pénalités | 10 min           |                  | Arbitrage : Daniel Piechaczek Tobias Wehrli Juges de lignes : Pasi Nieminen Henrik Pihlblad |
| 7                | Tirs | 25               |                  | Arbitrage : Daniel Piechaczek Tobias Wehrli Juges de lignes : Pasi Nieminen Henrik Pihlblad |

| 7 mai | Suisse | 2-3 (TB) (1-0, 0-1, 1-1, 0-0, 0-1) | Kazakhstan | VTB Ice Palace, Moscou 5 420 spectateurs |

| Feuille de match | Feuille de match                                                                           | Feuille de match    | Feuille de match                                                                               | Feuille de match                                                                             |
| ---------------- | ------------------------------------------------------------------------------------------ | ------------------- | ---------------------------------------------------------------------------------------------- | -------------------------------------------------------------------------------------------- |
|                  | Walser (Diaz, Andrighetto) — 14 min 56 s - Hollenstein (Ambühl, Du Bois) — 52 min 1 s (SN) | 1-0 1-1 1-2 2-2 2-3 | - Savtchenko — 30 min 57 s (IN) Startchenko (Rymarev) — 50 min 30 s (SN) - Dawes — 65 min (TB) | Arbitrage : Roman Gofman Brett Iverson Juges de lignes : Nicolas Chartrand-Piché Vit Lederer |
| Berra            | Gardiens                                                                                   | Kolesnik            |                                                                                                | Arbitrage : Roman Gofman Brett Iverson Juges de lignes : Nicolas Chartrand-Piché Vit Lederer |
| 6 min            | Pénalités                                                                                  | 8 min               |                                                                                                | Arbitrage : Roman Gofman Brett Iverson Juges de lignes : Nicolas Chartrand-Piché Vit Lederer |
| 51               | Tirs                                                                                       | 27                  |                                                                                                | Arbitrage : Roman Gofman Brett Iverson Juges de lignes : Nicolas Chartrand-Piché Vit Lederer |

| 7 mai | Norvège | 0-3 (0-0, 0-2, 0-1) | Danemark | VTB Ice Palace, Moscou 6 668 spectateurs |

| Feuille de match | Feuille de match | Feuille de match | Feuille de match | Feuille de match                                                                          |
| ---------------- | ---------------- | ---------------- | --- | ----------------------------------------------------------------------------------------- |
|                  | -                | 0-1 0-2 0-3      | Nich. Jensen (Storm, Madsen) — 21 min 6 s J. Jensen (Eller, D. Nielsen) — 34 min 12 s Nick. Jensen (D. Nielsen) — 59 min 45 s (CV) | Arbitrage : Stefan Fonselius Tobias Wehrli Juges de lignes : Henrik Pihlblad Peter Šefčík |
| Haugen           | Gardiens         | Dahm             | | Arbitrage : Stefan Fonselius Tobias Wehrli Juges de lignes : Henrik Pihlblad Peter Šefčík |
| 4 min            | Pénalités        | 16 min           | | Arbitrage : Stefan Fonselius Tobias Wehrli Juges de lignes : Henrik Pihlblad Peter Šefčík |
| 44               | Tirs             | 28               | | Arbitrage : Stefan Fonselius Tobias Wehrli Juges de lignes : Henrik Pihlblad Peter Šefčík |

| 7 mai | Lettonie | 3-4 (TB) (0-2, 1-0, 2-1, 0-0, 1-0) | République tchèque | VTB Ice Palace, Moscou 4 650 spectateurs |

| Feuille de match | Feuille de match | Feuille de match            | Feuille de match | Feuille de match                                                                               |
| ---------------- | --- | --------------------------- | --- | ---------------------------------------------------------------------------------------------- |
|                  | - Bukarts (Džeriņš, Rēdlihs) — 35 min 26 s Girgensons (Ābols, Daugaviņš) — 48 min 20 s (SN) Rēdlihs (Džeriņš, Bukarts) — 57 min 41 s - | 0-1 0-2 1-2 2-2 3-2 3-3 3-4 | Plekanec (Pastrňák, Červenka) — 3 min 33 s Plekanec (Kašpar, Červenka) — 6 min 23 s (SN) - Řepík (Jeřábek, Kovář) — 59 min 1 s (JS) Kašpar — 65 min (TB) | Arbitrage : Jozef Kubuš Aleksi Rantala Juges de lignes : Aleksandr Otmakhov Nikolaj Ponomarjow |
| Masaļskis        | Gardiens | Francouz                    | | Arbitrage : Jozef Kubuš Aleksi Rantala Juges de lignes : Aleksandr Otmakhov Nikolaj Ponomarjow |
| 31 min           | Pénalités | 8 min                       | | Arbitrage : Jozef Kubuš Aleksi Rantala Juges de lignes : Aleksandr Otmakhov Nikolaj Ponomarjow |
| 25               | Tirs | 39                          | | Arbitrage : Jozef Kubuš Aleksi Rantala Juges de lignes : Aleksandr Otmakhov Nikolaj Ponomarjow |

| 8 mai | Kazakhstan | 4-6 (3-3, 0-1, 1-2) | Russie | VTB Ice Palace, Moscou 10 122 spectateurs |

| Feuille de match | Feuille de match | Feuille de match                        | Feuille de match | Feuille de match                                                                    |
| ---------------- | --- | --------------------------------------- | --- | ----------------------------------------------------------------------------------- |
|                  | - Boyd (Bochenski, Dawes) — 8 min 4 s (SN) Startchenko (Khoudiakov, Rymarev) — 9 min 2 s - Rymarev (Startchenko) — 19 min 46 s (SN) - Semionov (Boyd, Dawes) — 41 min (SN) - | 0-1 1-1 2-1 2-2 2-3 3-3 3-4 4-4 4-5 4-6 | Dadonov (Chipatchiov, Belov) — 6 min 43 s - Lioubimov (Kalinine, Plotnikov) — 9 min 21 s Moziakine (Dadonov, Chipatchiov) — 11 min 11 s (2 SN) - Belov (Datsiouk, Antipine) — 38 min 2 s (SN) - Belov (Tchoudinov, Moziakine) — 43 min 57 s Lioubimov (Belov, Datsiouk) — 48 min 38 s (SN) | Arbitrage : Jozef Kubuš Maksym Sidorenko Juges de lignes : Vit Lederer Peter Šefčík |
| Kolesnik         | Gardiens | Bobrovski                               | | Arbitrage : Jozef Kubuš Maksym Sidorenko Juges de lignes : Vit Lederer Peter Šefčík |
| 10 min           | Pénalités | 8 min                                   | | Arbitrage : Jozef Kubuš Maksym Sidorenko Juges de lignes : Vit Lederer Peter Šefčík |
| 19               | Tirs | 49                                      | | Arbitrage : Jozef Kubuš Maksym Sidorenko Juges de lignes : Vit Lederer Peter Šefčík |

| 8 mai | Norvège | 4-3 (pr) (1-1, 2-0, 0-2, 1-0) | Suisse | VTB Ice Palace, Moscou 4 515 spectateurs |

| Feuille de match | Feuille de match | Feuille de match            | Feuille de match | Feuille de match                                                                                  |
| ---------------- | --- | --------------------------- | --- | ------------------------------------------------------------------------------------------------- |
|                  | - K. Olimb (M. Olimb, Zuccarello Aasen) — 14 min 7 s (JS) Røymark (Forsberg) — 23 min 3 s M. Olimb (K. Olimb, Rosseli Olsen) — 38 min 3 s (SN) - Martinsen (M. Olimb, Trygg) — 63 min 23 s (SN) | 0-1 1-1 2-1 3-1 3-2 3-3 4-3 | Walser (Weber, Martschini) — 2 min 27 s (SN) - Moser (Díaz, Niederreiter) — 43 min 24 s Du Bois (Díaz, Ambühl) — 59 min 50 s (JS) - | Arbitrage : Daniel Piechaczek Aleksi Rantala Juges de lignes : Fraser McIntyre Nikolaj Ponomarjow |
| Volden           | Gardiens | Mayer                       | | Arbitrage : Daniel Piechaczek Aleksi Rantala Juges de lignes : Fraser McIntyre Nikolaj Ponomarjow |
| 8 min            | Pénalités | 6 min                       | | Arbitrage : Daniel Piechaczek Aleksi Rantala Juges de lignes : Fraser McIntyre Nikolaj Ponomarjow |
| 26               | Tirs | 39                          | | Arbitrage : Daniel Piechaczek Aleksi Rantala Juges de lignes : Fraser McIntyre Nikolaj Ponomarjow |

| 8 mai | Suède | 5-2 (0-1, 4-0, 1-1) | Danemark | VTB Ice Palace, Moscou 5 385 spectateurs |

| Feuille de match | Feuille de match | Feuille de match            | Feuille de match                                                                           | Feuille de match                                                                               |
| ---------------- | --- | --------------------------- | ------------------------------------------------------------------------------------------ | ---------------------------------------------------------------------------------------------- |
|                  | - Rosén (Fantenberg, Ritola) — 27 min 3 s Backlund (Ericsson, Omark) — 28 min 30 s (SN) Nygren (Omark, Sundström) — 37 min 6 s (2 SN) Backlund (Ericsson, Omark) — 39 min (SN) Nyquist — 49 min 35 s (SN) - | 0-1 1-1 2-1 3-1 4-1 5-1 5-2 | Ehlers (J. Jensen, Eller) — 15 min 5 s (SN) - J. Jensen (Bjorkstrand, Green) — 59 min 54 s | Arbitrage : Roman Gofman Brett Iverson Juges de lignes : Nicolas Chartrand-Piché Pasi Nieminen |
| Fasth            | Gardiens | Dahm                        |                                                                                            | Arbitrage : Roman Gofman Brett Iverson Juges de lignes : Nicolas Chartrand-Piché Pasi Nieminen |
| 10 min           | Pénalités | 16 min                      |                                                                                            | Arbitrage : Roman Gofman Brett Iverson Juges de lignes : Nicolas Chartrand-Piché Pasi Nieminen |
| 42               | Tirs | 25                          |                                                                                            | Arbitrage : Roman Gofman Brett Iverson Juges de lignes : Nicolas Chartrand-Piché Pasi Nieminen |

| 9 mai | Lettonie | 0-4 (0-0, 0-2, 0-2) | Russie | VTB Ice Palace, Moscou 10 440 spectateurs |

| Feuille de match | Feuille de match | Feuille de match | Feuille de match | Feuille de match                                                                           |
| ---------------- | ---------------- | ---------------- | --- | ------------------------------------------------------------------------------------------ |
|                  | -                | 0-1 0-2 0-3 0-4  | Panarine (Datsiouk) — 20 min 29 s Dadonov (Chipatchiov, Panarine) — 27 min 34 s Chipatchiov (Panarine, Dadonov) — 47 min 2 s Panarine (Tchoudinov, Chipatchiov) — 57 min 30 s (SN) | Arbitrage : Stefan Fonselius Tobias Wehrli Juges de lignes : Pasi Nieminen Henrik Pihlblad |
| Merzļikins       | Gardiens         | Bobrovski        | | Arbitrage : Stefan Fonselius Tobias Wehrli Juges de lignes : Pasi Nieminen Henrik Pihlblad |
| 8 min            | Pénalités        | 35 min           | | Arbitrage : Stefan Fonselius Tobias Wehrli Juges de lignes : Pasi Nieminen Henrik Pihlblad |
| 27               | Tirs             | 37               | | Arbitrage : Stefan Fonselius Tobias Wehrli Juges de lignes : Pasi Nieminen Henrik Pihlblad |

| 9 mai | Suède | 2-4 (2-0, 0-3, 0-1) | République tchèque | VTB Ice Palace, Moscou 7 780 spectateurs |

| Feuille de match | Feuille de match                                                                       | Feuille de match        | Feuille de match | Feuille de match                                                                                    |
| ---------------- | -------------------------------------------------------------------------------------- | ----------------------- | --- | --------------------------------------------------------------------------------------------------- |
|                  | Rosén (Gustafsson, Wennberg) — 9 min 15 s (SN) Lundberg (Sjögren) — 19 min 52 s (IN) - | 1-0 2-0 2-1 2-2 2-3 2-4 | - Pastrňák (Červenka, Jeřábek) — 26 min 45 s Kovář (Jeřábek, Birner) — 33 min 38 s Birner — 37 min 59 s (IN) Birner — 54 min 32 s | Arbitrage : Daniel Piechaczek Maksym Sidorenko Juges de lignes : Fraser McIntyre Aleksandr Otmakhov |
| Markström        | Gardiens                                                                               | Francouz                | | Arbitrage : Daniel Piechaczek Maksym Sidorenko Juges de lignes : Fraser McIntyre Aleksandr Otmakhov |
| 4 min            | Pénalités                                                                              | 6 min                   | | Arbitrage : Daniel Piechaczek Maksym Sidorenko Juges de lignes : Fraser McIntyre Aleksandr Otmakhov |
| 28               | Tirs                                                                                   | 33                      | | Arbitrage : Daniel Piechaczek Maksym Sidorenko Juges de lignes : Fraser McIntyre Aleksandr Otmakhov |

| 10 mai | Suisse | 3-2 (pr) (0-2, 0-0, 2-0, 1-0) | Danemark | VTB Ice Palace, Moscou 5 962 spectateurs |

| Feuille de match                 | Feuille de match                                                                                                | Feuille de match    | Feuille de match                                                                              | Feuille de match                                                                                            |
| -------------------------------- | --- | ------------------- | --------------------------------------------------------------------------------------------- | --- |
|                                  | - Weber (Moser, Niederreiter) — 49 min 42 s Niederreiter (Moser, Díaz) — 57 min 58 s Blum (Ambühl) — 64 min 8 s | 0-1 0-2 1-2 2-2 3-2 | Storm (D. Nielsen, Nick. Jensen) — 7 min 8 s (SN) Ehlers (Eller, Hansen) — 18 min 54 s (SN) - | Arbitrage : Antonín Jeřábek Konstantin Olenine Juges de lignes : Nicolas Chartrand-Piché Aleksandr Otmakhov |
| Berra (63 min 46 s) Mayer (22 s) | Gardiens | Dahm                |                                                                                               | Arbitrage : Antonín Jeřábek Konstantin Olenine Juges de lignes : Nicolas Chartrand-Piché Aleksandr Otmakhov |
| 16 min                           | Pénalités | 12 min              |                                                                                               | Arbitrage : Antonín Jeřábek Konstantin Olenine Juges de lignes : Nicolas Chartrand-Piché Aleksandr Otmakhov |
| 42                               | Tirs | 28                  |                                                                                               | Arbitrage : Antonín Jeřábek Konstantin Olenine Juges de lignes : Nicolas Chartrand-Piché Aleksandr Otmakhov |

| 10 mai | Kazakhstan | 2-4 (1-1, 1-2, 0-1) | Norvège | VTB Ice Palace, Moscou 7 384 spectateurs |

| Feuille de match | Feuille de match                                                                           | Feuille de match        | Feuille de match | Feuille de match                                                                            |
| ---------------- | ------------------------------------------------------------------------------------------ | ----------------------- | --- | ------------------------------------------------------------------------------------------- |
|                  | - Dawes (Boyd, Semionov) — 7 min (SN) - Bochenski (Savtchenko, Dawes) — 35 min 47 s (SN) - | 0-1 1-1 1-2 2-2 2-3 2-4 | Johannesen (Forsberg) — 3 min 24 s - K. Olimb (Rosseli Olsen, Nørstebø) — 33 min 4 s - M. Olimb (K. Olimb, Holøs) — 38 min 17 s Zuccarello Aasen (Haugen) — 57 min 37 s (CV) | Arbitrage : Timothy Mayer Linus Ohlund Juges de lignes : Henrik Pihlblad Nikolaj Ponomarjow |
| Kolesnik         | Gardiens                                                                                   | Haugen                  | | Arbitrage : Timothy Mayer Linus Ohlund Juges de lignes : Henrik Pihlblad Nikolaj Ponomarjow |
| 18 min           | Pénalités                                                                                  | 12 min                  | | Arbitrage : Timothy Mayer Linus Ohlund Juges de lignes : Henrik Pihlblad Nikolaj Ponomarjow |
| 19               | Tirs                                                                                       | 43                      | | Arbitrage : Timothy Mayer Linus Ohlund Juges de lignes : Henrik Pihlblad Nikolaj Ponomarjow |

| 11 mai | Suisse | 5-4 (0-0, 3-3, 2-1) | Lettonie | VTB Ice Palace, Moscou 5 692 spectateurs |

| Feuille de match | Feuille de match | Feuille de match                    | Feuille de match | Feuille de match                                                                       |
| ---------------- | --- | ----------------------------------- | --- | -------------------------------------------------------------------------------------- |
|                  | Niederreiter (Andrighetto, Díaz) — 23 min 33 s (SN) Niederreiter (Du Bois, Díaz) — 26 min 6 s (SN) Hofmann (Andrighetto, Schäppi) — 28 min 30 s - Andrighetto (Geering) — 45 min 56 s - Blum — 58 min 31 s | 1-0 2-0 3-0 3-1 3-2 3-3 4-3 4-4 5-4 | - Rēdlihs (Sotnieks, Cibuļskis) — 33 min 24 s (SN) Rēdlihs (Sotnieks, Cibuļskis) — 37 min 23 s (SN) Ķēniņš — 38 min 36 s - Širokovs (Galviņš, Daugaviņš) — 46 min 22 s - | Arbitrage : Timothy Mayer Maksym Sidorenko Juges de lignes : Vit Lederer Pasi Nieminen |
| Berra            | Gardiens | Masaļskis                           | | Arbitrage : Timothy Mayer Maksym Sidorenko Juges de lignes : Vit Lederer Pasi Nieminen |
| 10 min           | Pénalités | 22 min                              | | Arbitrage : Timothy Mayer Maksym Sidorenko Juges de lignes : Vit Lederer Pasi Nieminen |
| 31               | Tirs | 17                                  | | Arbitrage : Timothy Mayer Maksym Sidorenko Juges de lignes : Vit Lederer Pasi Nieminen |

| 11 mai | Suède | 7-3 (3-1, 3-0, 1-2) | Kazakhstan | VTB Ice Palace, Moscou 8 729 spectateurs |

| Feuille de match | Feuille de match | Feuille de match                                | Feuille de match | Feuille de match                                                                              |
| ---------------- | --- | ----------------------------------------------- | --- | --------------------------------------------------------------------------------------------- |
|                  | Backlund (Omark, Larsson) — 12 min 20 s Klasen (Nyquist, Wennberg) — 15 min 11 s Larsson (Norman, Sjögren) — 16 min 15 s - Nyquist (Wennberg, Klasen) — 24 min 25 s (SN) Nyquist (Omark, Ericsson) — 28 min 51 s Wennberg — 30 min 42 s (IN) - Nyquist (Fransson, Wennberg) — 54 min 2 s (IN) | 1-0 2-0 3-0 3-1 4-1 5-1 6-1 6-2 6-3 7-3         | - Boyd (Dawes) — 19 min 59 s (SN) - Markelov (Pouchkariov, Solariov) — 46 min 49 s Savtchenko (Rymarev, Polouektov) — 47 min 57 s - | Arbitrage : Antonín Jeřábek Konstantin Olenine Juges de lignes : Fraser McIntyre Peter Šefčík |
| Fasth            | Gardiens | Kolesnik (24 min 25 s) Polouektov (35 min 35 s) | | Arbitrage : Antonín Jeřábek Konstantin Olenine Juges de lignes : Fraser McIntyre Peter Šefčík |
| 14 min           | Pénalités | 8 min                                           | | Arbitrage : Antonín Jeřábek Konstantin Olenine Juges de lignes : Fraser McIntyre Peter Šefčík |
| 46               | Tirs | 26                                              | | Arbitrage : Antonín Jeřábek Konstantin Olenine Juges de lignes : Fraser McIntyre Peter Šefčík |

| 12 mai | Tchéquie | 7-0 (3-0, 4-0, 0-0) | Norvège | VTB Ice Palace, Moscou 5 124 spectateurs |

| Feuille de match | Feuille de match | Feuille de match            | Feuille de match | Feuille de match                                                                                   |
| ---------------- | --- | --------------------------- | ---------------- | -------------------------------------------------------------------------------------------------- |
|                  | Červenka (Pastrňák, Kundrátek) — 5 min 11 s Zohorna — 9 min 33 s Kousal — 19 min 45 s Kašpar (Kundrátek) — 22 min 10 s Šimek (Birner) — 28 min 37 s Řepík (Jeřábek, Kovář) — 34 min 53 s Kašpar (Zohorna, Doudera) — 39 min 9 s (SN) | 1-0 2-0 3-0 4-0 5-0 6-0 7-0 | -                | Arbitrage : Tobias Björk Marc Wiegand Juges de lignes : Nicolas Chartrand-Piché Nikolaj Ponomarjow |
| Furch            | Gardiens | Volden (28 min 46 s) Haugen |                  | Arbitrage : Tobias Björk Marc Wiegand Juges de lignes : Nicolas Chartrand-Piché Nikolaj Ponomarjow |
| 20 min           | Pénalités | 12 min                      |                  | Arbitrage : Tobias Björk Marc Wiegand Juges de lignes : Nicolas Chartrand-Piché Nikolaj Ponomarjow |
| 33               | Tirs | 26                          |                  | Arbitrage : Tobias Björk Marc Wiegand Juges de lignes : Nicolas Chartrand-Piché Nikolaj Ponomarjow |

| 12 mai | Russie | 10-1 (3-0, 4-1, 3-0) | Danemark | VTB Ice Palace, Moscou 11 022 spectateurs |

| Feuille de match                               | Feuille de match | Feuille de match                             | Feuille de match                         | Feuille de match                                                                    |
| ---------------------------------------------- | --- | -------------------------------------------- | ---------------------------------------- | ----------------------------------------------------------------------------------- |
|                                                | Martchenko (Dadonov, Zaïtsev) — 2 min 38 s Tchoudinov (Chipatchiov, Panarine) — 12 min 45 s (SN) Zaïtsev (Panarine, Bourmistrov) — 13 min 6 s - Moziakine (Datsiouk, Lioubimov) — 30 min 43 s (SN) Moziakine (Datsiouk, Belov) — 33 min 42 s Chirokov (Voïnov) — 33 min 52 s Dadonov (Chipatchiov, Panarine) — 37 min 37 s Chipatchiov (Dadonov, Panarine) — 41 min 50 s (SN) Chipatchiov (Panarine, Dadonov) — 44 min 38 s Panarine (Voïnov, Chipatchiov) — 55 min 31 s (SN) | 1-0 2-0 3-0 3-1 4-1 5-1 6-1 7-1 8-1 9-1 10-1 | - Hansen (Ehlers, Eller) — 29 min 56 s - | Arbitrage : Martin Fraňo Linus Ohlund Juges de lignes : Vit Lederer Henrik Pihlblad |
| Bobrovski (46 min 40 s) Sorokine (13 min 20 s) | Gardiens | S. Nielsen                                   |                                          | Arbitrage : Martin Fraňo Linus Ohlund Juges de lignes : Vit Lederer Henrik Pihlblad |
| 6 min                                          | Pénalités | 16 min                                       |                                          | Arbitrage : Martin Fraňo Linus Ohlund Juges de lignes : Vit Lederer Henrik Pihlblad |
| 41                                             | Tirs | 17                                           |                                          | Arbitrage : Martin Fraňo Linus Ohlund Juges de lignes : Vit Lederer Henrik Pihlblad |

| 13 mai | Tchéquie | 3-1 (1-0, 0-0, 2-1) | Kazakhstan | VTB Ice Palace, Moscou 8 234 spectateurs |

| Feuille de match | Feuille de match | Feuille de match | Feuille de match                            | Feuille de match                                                                   |
| ---------------- | --- | ---------------- | ------------------------------------------- | ---------------------------------------------------------------------------------- |
|                  | Plekanec (Pastrňák, Červenka) — 6 min 55 s Plekanec (Pastrňák) — 42 min 51 s - Kousal (Birner, Řepík) — 58 min 51 s (CV) | 1-0 2-0 2-1 3-1  | - Dawes (Boyd, Triassounov) — 55 min 30 s - | Arbitrage : Péter Gebei Timothy Mayer Juges de lignes : Pasi Nieminen Peter Šefčík |
| Francouz         | Gardiens | Kolesnik         |                                             | Arbitrage : Péter Gebei Timothy Mayer Juges de lignes : Pasi Nieminen Peter Šefčík |
| 8 min            | Pénalités | 6 min            |                                             | Arbitrage : Péter Gebei Timothy Mayer Juges de lignes : Pasi Nieminen Peter Šefčík |
| 36               | Tirs | 20               |                                             | Arbitrage : Péter Gebei Timothy Mayer Juges de lignes : Pasi Nieminen Peter Šefčík |

| 13 mai | Danemark | 3-2 (TB) (1-1, 1-1, 0-0, 0-0, 1-0) | Lettonie | VTB Ice Palace, Moscou 7 788 spectateurs |

| Feuille de match | Feuille de match | Feuille de match    | Feuille de match                                                                                    | Feuille de match                                                                           |
| ---------------- | --- | ------------------- | --------------------------------------------------------------------------------------------------- | ------------------------------------------------------------------------------------------ |
|                  | Nick. Jensen (Madsen, Green) — 11 min 57 s (SN) - Poulsen (Bødker, Christensen) — 28 min 28 s Nick. Jensen — 65 min (TB) | 1-0 1-1 1-2 2-2 3-2 | - Džeriņš (Bukarts, Cibuļskis) — 17 min 45 s (SN) Daugaviņš (Bukarts, Džeriņš) — 21 min 57 s (SN) - | Arbitrage : Linus Ohlund Marc Wiegand Juges de lignes : Fraser McIntyre Aleksandr Otmakhov |
| Dahm             | Gardiens | Merzļikins          | | Arbitrage : Linus Ohlund Marc Wiegand Juges de lignes : Fraser McIntyre Aleksandr Otmakhov |
| 10 min           | Pénalités | 33 min              | | Arbitrage : Linus Ohlund Marc Wiegand Juges de lignes : Fraser McIntyre Aleksandr Otmakhov |
| 36               | Tirs | 32                  | | Arbitrage : Linus Ohlund Marc Wiegand Juges de lignes : Fraser McIntyre Aleksandr Otmakhov |

| 14 mai | Norvège | 2-3 (0-0, 0-1, 2-2) | Suède | VTB Ice Palace, Moscou 6 221 spectateurs |

| Feuille de match | Feuille de match                                                                                     | Feuille de match    | Feuille de match | Feuille de match                                                                              |
| ---------------- | --- | ------------------- | --- | --------------------------------------------------------------------------------------------- |
|                  | - Rosseli Olsen (M. Olimb, Johannesen) — 43 min 41 s - Martinsen (Holøs, M. Olimb) — 58 min 2 s (JS) | 0-1 0-2 1-2 1-3 2-3 | Nyquist — 20 min 56 s Lundberg (Fransson, Sjögren) — 42 min 43 s (IN) - Rosén (Gustafsson, Wennberg) — 51 min 47 s (SN) - | Arbitrage : Péter Gebei Timothy Mayer Juges de lignes : Aleksandr Otmakhov Nokolaj Ponomarjow |
| Haugen           | Gardiens                                                                                             | Markström           | | Arbitrage : Péter Gebei Timothy Mayer Juges de lignes : Aleksandr Otmakhov Nokolaj Ponomarjow |
| 12 min           | Pénalités                                                                                            | 10 min              | | Arbitrage : Péter Gebei Timothy Mayer Juges de lignes : Aleksandr Otmakhov Nokolaj Ponomarjow |
| 25               | Tirs                                                                                                 | 35                  | | Arbitrage : Péter Gebei Timothy Mayer Juges de lignes : Aleksandr Otmakhov Nokolaj Ponomarjow |

| 14 mai | Russie | 5-1 (1-0, 1-0, 3-1) | Suisse | VTB Ice Palace, Moscou 11 222 spectateurs |

| Feuille de match                              | Feuille de match | Feuille de match        | Feuille de match                              | Feuille de match                                                                          |
| --------------------------------------------- | --- | ----------------------- | --------------------------------------------- | ----------------------------------------------------------------------------------------- |
|                                               | Teleguine (Lioubimov) — 5 min 13 s Kouznetsov (Ovetchkine) — 28 min 40 s Teleguine (Lioubimov) — 48 min 50 s Chirokov (Zaïtsev) — 55 min 20 s - Moziakine (Datsiouk, Sannikov) — 59 min 43 s | 1-0 2-0 3-0 4-0 4-1 5-1 | - Moser (Weber, Niederreiter) — 58 min 44 s - | Arbitrage : Antonín Jeřábek Aleksi Rantala Juges de lignes : Fraser McIntyre Peter Šefčík |
| Bobrovski (57 min 40 s) Sorokine (2 min 20 s) | Gardiens | Berra                   |                                               | Arbitrage : Antonín Jeřábek Aleksi Rantala Juges de lignes : Fraser McIntyre Peter Šefčík |
| 6 min                                         | Pénalités | 26 min                  |                                               | Arbitrage : Antonín Jeřábek Aleksi Rantala Juges de lignes : Fraser McIntyre Peter Šefčík |
| 38                                            | Tirs | 35                      |                                               | Arbitrage : Antonín Jeřábek Aleksi Rantala Juges de lignes : Fraser McIntyre Peter Šefčík |

| 14 mai | Kazakhstan | 1-2 (1-0, 0-1, 0-1) | Lettonie | VTB Ice Palace, Moscou 7 305 spectateurs |

| Feuille de match | Feuille de match      | Feuille de match | Feuille de match                                                        | Feuille de match                                                                            |
| ---------------- | --------------------- | ---------------- | ----------------------------------------------------------------------- | ------------------------------------------------------------------------------------------- |
|                  | Ivanov — 4 min 37 s - | 1-0 1-1 1-2      | - Daugaviņš — 35 min 14 s Bičevskis (Indrašis, Cibuļskis) — 54 min 49 s | Arbitrage : Tobias Björk Martin Fraňo Juges de lignes : Nicolas Chartrand-Piché Vit Lederer |
| Kolsenik         | Gardiens              | Merzļikins       |                                                                         | Arbitrage : Tobias Björk Martin Fraňo Juges de lignes : Nicolas Chartrand-Piché Vit Lederer |
| 10 min           | Pénalités             | 4 min            |                                                                         | Arbitrage : Tobias Björk Martin Fraňo Juges de lignes : Nicolas Chartrand-Piché Vit Lederer |
| 20               | Tirs                  | 38               |                                                                         | Arbitrage : Tobias Björk Martin Fraňo Juges de lignes : Nicolas Chartrand-Piché Vit Lederer |

| 15 mai | Danemark | 2-1 (TB) (0-0, 0-1, 1-0, 0-0, 1-0) | République tchèque | VTB Ice Palace, Moscou 8 107 spectateurs |

| Feuille de match | Feuille de match                                                       | Feuille de match | Feuille de match                   | Feuille de match                                                                                 |
| ---------------- | ---------------------------------------------------------------------- | ---------------- | ---------------------------------- | ------------------------------------------------------------------------------------------------ |
|                  | - Madsen (Storm, Nick. Jensen) — 43 min 10 s (SN) Ehlers — 65 min (TB) | 0-1 1-1 2-1      | Plekanec (Červenka) — 24 min 9 s - | Arbitrage : Tobias Björk Aleksi Rantala Juges de lignes : Nicolas Chatrand-Piché Henrik Pihlblad |
| Dahm             | Gardiens                                                               | Furch            |                                    | Arbitrage : Tobias Björk Aleksi Rantala Juges de lignes : Nicolas Chatrand-Piché Henrik Pihlblad |
| 2 min            | Pénalités                                                              | 18 min           |                                    | Arbitrage : Tobias Björk Aleksi Rantala Juges de lignes : Nicolas Chatrand-Piché Henrik Pihlblad |
| 21               | Tirs                                                                   | 41               |                                    | Arbitrage : Tobias Björk Aleksi Rantala Juges de lignes : Nicolas Chatrand-Piché Henrik Pihlblad |

| 15 mai | Suisse | 2-3 (TB) (1-0, 0-1, 1-1, 0-0, 0-1) | Suède | VTB Ice Palace, Moscou 8 214 spectateurs |

| Feuille de match | Feuille de match                                                                         | Feuille de match    | Feuille de match | Feuille de match                                                                              |
| ---------------- | ---------------------------------------------------------------------------------------- | ------------------- | --- | --------------------------------------------------------------------------------------------- |
|                  | Andrighetto (Schneeberger) — 18 min 21 s - Hollenstein (Blum, Ambühl) — 44 min 58 s (SN) | 1-0 1-1 2-1 2-2 2-3 | - Sundström (Omark, Nygren) — 31 min 12 s (SN) - Nyquist (Larsson, Rosén) — 50 min 2 s (SN) Burakovsky — 65 min (TB) | Arbitrage : Stefan Fonselius Brett Iverson Juges de lignes : Pasi Nieminen Nikolaj Ponomarjow |
| Berra            | Gardiens                                                                                 | Markström           | | Arbitrage : Stefan Fonselius Brett Iverson Juges de lignes : Pasi Nieminen Nikolaj Ponomarjow |
| 18 min           | Pénalités                                                                                | 16 min              | | Arbitrage : Stefan Fonselius Brett Iverson Juges de lignes : Pasi Nieminen Nikolaj Ponomarjow |
| 29               | Tirs                                                                                     | 35                  | | Arbitrage : Stefan Fonselius Brett Iverson Juges de lignes : Pasi Nieminen Nikolaj Ponomarjow |

| 16 mai | Russie | 3-0 (0-0, 2-0, 1-0) | Norvège | VTB Ice Palace, Moscou 12 116 spectateurs |

| Feuille de match | Feuille de match | Feuille de match | Feuille de match | Feuille de match                                                                            |
| ---------------- | --- | ---------------- | ---------------- | ------------------------------------------------------------------------------------------- |
|                  | Teleguine (Orlov, Kalinine) — 22 min 9 s Panarine (Chipatchiov) — 37 min 52 s Lioubimov (Iemeline, Orlov) — 42 min 31 s | 1-0 2-0 3-0      | -                | Arbitrage : Tobias Björk Daniel Piechaczeck Juges de lignes : Pasi Nieminen Henrik Pihlblad |
| Sorokine         | Gardiens | Steffen Søberg   |                  | Arbitrage : Tobias Björk Daniel Piechaczeck Juges de lignes : Pasi Nieminen Henrik Pihlblad |
| 6 min            | Pénalités | 8 min            |                  | Arbitrage : Tobias Björk Daniel Piechaczeck Juges de lignes : Pasi Nieminen Henrik Pihlblad |
| 28               | Tirs | 27               |                  | Arbitrage : Tobias Björk Daniel Piechaczeck Juges de lignes : Pasi Nieminen Henrik Pihlblad |

| 16 mai | Danemark | 4-1 (3-0, 1-1, 0-0) | Kazakhstan | VTB Ice Palace, Moscou 7 097 spectateurs |

| Feuille de match | Feuille de match | Feuille de match    | Feuille de match                            | Feuille de match                                                               |
| ---------------- | --- | ------------------- | ------------------------------------------- | ------------------------------------------------------------------------------ |
|                  | Lauridsen (Eller, Hansen) — 8 min 56 s (SN) Hansen (Storm) — 16 min 46 s (SN) Nick. Jensen (Storm) — 17 min 50 s (SN) - Ehlers (Lauridsen) — 29 min 53 s (SN) | 1-0 2-0 3-0 3-1 4-1 | - Dawes (Bochenski, Lipine) — 23 min 57 s - | Arbitrage : Péter Gebei Jozef Kubuš Juges de lignes : Vit Lederer Peter Šefčík |
| Dahm             | Gardiens | Malguine            |                                             | Arbitrage : Péter Gebei Jozef Kubuš Juges de lignes : Vit Lederer Peter Šefčík |
| 2 min            | Pénalités | 12 min              |                                             | Arbitrage : Péter Gebei Jozef Kubuš Juges de lignes : Vit Lederer Peter Šefčík |
| 36               | Tirs | 19                  |                                             | Arbitrage : Péter Gebei Jozef Kubuš Juges de lignes : Vit Lederer Peter Šefčík |

| 17 mai | Tchéquie | 5-4 (1-1, 1-0, 3-3) | Suisse | VTB Ice Palace, Moscou 7 101 spectateurs |

| Feuille de match | Feuille de match | Feuille de match                    | Feuille de match | Feuille de match                                                                             |
| ---------------- | --- | ----------------------------------- | --- | -------------------------------------------------------------------------------------------- |
|                  | - Birner (Kempný, Řepík) — 17 min (SN) Kašpar — 24 min 50 s (TP) Zaťovič — 41 min 45 s - Zohorna (Kousal, Kolar) — 49 min 59 s Jordán — 54 min 15 s (IN + CV) - | 0-1 1-1 2-1 3-1 3-2 4-2 5-2 5-3 5-4 | Hollenstein (Andrighett, Schäppi) — 11 min 36 s - Moser (Du Bois, Trachsler) — 45 min 38 s (SN) - Schneeberger (Moser, Hofmann) — 55 min 42 s Andrighetto (Hollenstein) — 59 min 34 s (JS) | Arbitrage : Tobias Björk Daniel Piechaczek Juges de lignes : Aleksandr Otmakhov Peter Šefčík |
| Francouz         | Gardiens | Berra                               | | Arbitrage : Tobias Björk Daniel Piechaczek Juges de lignes : Aleksandr Otmakhov Peter Šefčík |
| 6 min            | Pénalités | 8 min                               | | Arbitrage : Tobias Björk Daniel Piechaczek Juges de lignes : Aleksandr Otmakhov Peter Šefčík |
| 31               | Tirs | 23                                  | | Arbitrage : Tobias Björk Daniel Piechaczek Juges de lignes : Aleksandr Otmakhov Peter Šefčík |

| 17 mai | Lettonie | 1-3 (1-1, 0-2, 0-0) | Norvège | VTB Ice Palace, Moscou 6 037 spectateurs |

| Feuille de match | Feuille de match                        | Feuille de match | Feuille de match | Feuille de match                                                                       |
| ---------------- | --------------------------------------- | ---------------- | --- | -------------------------------------------------------------------------------------- |
|                  | Indrasis (Galviņš) — 11 min 42 s (SN) - | 1-0 1-1 1-2 1-3  | - K. Olimb (Rosseli Olsen) — 16 min 12 s Holøs (Martinsen, Zuccarello Aasen) — 20 min 40 s Johannesen — 20 min 56 s | Arbitrage : Péter Gebei Timothy Mayer Juges de lignes : Vit Lederer Nikolaj Ponomarjow |
| Masaļskis        | Gardiens                                | Søberg           | | Arbitrage : Péter Gebei Timothy Mayer Juges de lignes : Vit Lederer Nikolaj Ponomarjow |
| 6 min            | Pénalités                               | 26 min           | | Arbitrage : Péter Gebei Timothy Mayer Juges de lignes : Vit Lederer Nikolaj Ponomarjow |
| 24               | Tirs                                    | 26               | | Arbitrage : Péter Gebei Timothy Mayer Juges de lignes : Vit Lederer Nikolaj Ponomarjow |

| 17 mai | Russie | 4-1 (2-0, 2-0, 0-1) | Suède | VTB Ice Palace, Moscou 12 181 spectateurs |

| Feuille de match | Feuille de match | Feuille de match    | Feuille de match                               | Feuille de match                                                                                 |
| ---------------- | --- | ------------------- | ---------------------------------------------- | ------------------------------------------------------------------------------------------------ |
|                  | Dadonov (Panarine, Chipatchiov) — 14 min 43 s Panarine (Chipatchiov, Martchenko) — 17 min 52 s Datsiouk (Zaïtsev) — 21 min 34 s Loubimov (Moziakine, Datsiouk) — 29 min 40 s - | 1-0 2-0 3-0 4-0 4-1 | - Ekholm (Larsson, Wennberg) — 41 min 6 s (SN) | Arbitrage : Jozef Kubuš Aleksi Rantala Juges de lignes : Nicolas Chartrand-Piché Fraser McIntyre |
| Bobrovski        | Gardiens | Markström           |                                                | Arbitrage : Jozef Kubuš Aleksi Rantala Juges de lignes : Nicolas Chartrand-Piché Fraser McIntyre |
| 4 min            | Pénalités | 8 min               |                                                | Arbitrage : Jozef Kubuš Aleksi Rantala Juges de lignes : Nicolas Chartrand-Piché Fraser McIntyre |
| 40               | Tirs | 37                  |                                                | Arbitrage : Jozef Kubuš Aleksi Rantala Juges de lignes : Nicolas Chartrand-Piché Fraser McIntyre |

##### Classement
| Clt   | Équipe     | PJ | V | VP | D | DP | BP | BC | Diff | Pts |
| ----- | ---------- | -- | - | -- | - | -- | -- | -- | ---- | --- |
| +001, | Tchéquie   | 7  | 5 | 1  | 0 | 1  | 27 | 12 | +15  | 18  |
| +002, | Russie     | 7  | 6 | 0  | 1 | 0  | 32 | 10 | +22  | 18  |
| +003, | Suède      | 7  | 3 | 2  | 2 | 0  | 23 | 18 | +5   | 13  |
| +004, | Danemark   | 7  | 2 | 2  | 2 | 1  | 17 | 22 | -5   | 11  |
| +005, | Norvège    | 7  | 2 | 1  | 4 | 0  | 13 | 22 | -9   | 8   |
| +006, | Suisse     | 7  | 1 | 1  | 2 | 3  | 20 | 26 | -6   | 8   |
| +007, | Lettonie   | 7  | 1 | 0  | 3 | 3  | 13 | 22 | -9   | 6   |
| +008, | Kazakhstan | 7  | 0 | 1  | 6 | 0  | 15 | 28 | -13  | 2   |

- Qualifié pour les quarts de finale
- Relégué en Division IA

Pour les significations des abréviations, voir statistiques du hockey sur glace.

#### Groupe B

##### Matches
| 6 mai | États-Unis | 1-5 (1-2, 0-1, 0-2) | Canada | Palais des sports Ioubileïny, Saint-Pétersbourg 5 236 spectateurs |

| Feuille de match | Feuille de match                               | Feuille de match        | Feuille de match | Feuille de match                                                                      |
| ---------------- | ---------------------------------------------- | ----------------------- | --- | ------------------------------------------------------------------------------------- |
|                  | Maroon (Connor, Warsofsky) — 4 min 54 s (SN) - | 1-0 1-1 1-2 1-3 1-4 1-5 | - Hall (Brassard, Perry) — 5 min 25 s Gallagher (O'Reilly) — 8 min 48 s Duchene (Ceci, Murray) — 31 min 37 s Jenner (O'Reilly) — 45 min 54 s Marchand (Duchene) — 51 min 16 s (IN) | Arbitrage : Tobias Björk Marc Wiegand Juges de lignes : Gleb Lazarev Miroslav Lhotský |
| Kinkaid          | Gardiens                                       | Talbot                  | | Arbitrage : Tobias Björk Marc Wiegand Juges de lignes : Gleb Lazarev Miroslav Lhotský |
| 10 min           | Pénalités                                      | 6 min                   | | Arbitrage : Tobias Björk Marc Wiegand Juges de lignes : Gleb Lazarev Miroslav Lhotský |
| 25               | Tirs                                           | 33                      | | Arbitrage : Tobias Björk Marc Wiegand Juges de lignes : Gleb Lazarev Miroslav Lhotský |

| 6 mai | Finlande | 6-2 (0-0, 4-1, 2-1) | Biélorussie | Palais des sports Ioubileïny, Saint-Pétersbourg 4 877 spectateurs |

| Feuille de match | Feuille de match | Feuille de match                | Feuille de match                                                                                 | Feuille de match                                                                       |
| ---------------- | --- | ------------------------------- | ------------------------------------------------------------------------------------------------ | -------------------------------------------------------------------------------------- |
|                  | Laine (Barkov) — 21 min 45 s Koivu (Granlund, Lindell) — 32 min 28 s - Laine (Koivu, Jokinen) — 38 min 36 s (2 SN) Granlund (Laine, Barkov) — 39 min 56 s (SN) Pihlström (Pulkkinen) — 42 min 59 s Granlund (Salmela, Aho) — 47 min 51 s - | 1-0 2-0 2-1 3-1 4-1 5-1 6-1 6-2 | - Stas (Pawlovitch) — 37 min 55 s (IN) - Kalioujny (A. Kastsitsyne, S. Kastsitsyne) — 51 min 1 s | Arbitrage : Martin Fraňo Péter Gebei Juges de lignes : Nicolas Fluri Andreas Malmqvist |
| Koskinen         | Gardiens | Koval                           |                                                                                                  | Arbitrage : Martin Fraňo Péter Gebei Juges de lignes : Nicolas Fluri Andreas Malmqvist |
| 8 min            | Pénalités | 8 min                           |                                                                                                  | Arbitrage : Martin Fraňo Péter Gebei Juges de lignes : Nicolas Fluri Andreas Malmqvist |
| 30               | Tirs | 16                              |                                                                                                  | Arbitrage : Martin Fraňo Péter Gebei Juges de lignes : Nicolas Fluri Andreas Malmqvist |

| 7 mai | Slovaquie | 4-1 (2-1, 1-0, 1-0) | Hongrie | Palais des sports Ioubileïny, Saint-Pétersbourg 2 830 spectateurs |

| Feuille de match | Feuille de match | Feuille de match    | Feuille de match                                | Feuille de match                                                                     |
| ---------------- | --- | ------------------- | ----------------------------------------------- | ------------------------------------------------------------------------------------ |
|                  | Marcinko (Graňák, Dravecký) — 7 min 7 s - Jurčo (Sekera, Marinčin) — 17 min 43 s Sekera (Jurčo, Marinčin) — 35 min 9 s Lušňák (Hrnka, Švarný) — 57 min 43 s (CV) | 1-0 1-1 2-1 3-1 4-1 | - Banham (Galló, Bartalis) — 13 min 30 s (SN) - | Arbitrage : Timothy Mayer Marc Wiegand Juges de lignes : Judson Ritter Roman Kaderli |
| Konrád           | Gardiens | Rajna               |                                                 | Arbitrage : Timothy Mayer Marc Wiegand Juges de lignes : Judson Ritter Roman Kaderli |
| 10 min           | Pénalités | 6 min               |                                                 | Arbitrage : Timothy Mayer Marc Wiegand Juges de lignes : Judson Ritter Roman Kaderli |
| 28               | Tirs | 21                  |                                                 | Arbitrage : Timothy Mayer Marc Wiegand Juges de lignes : Judson Ritter Roman Kaderli |

| 7 mai | France | 3-2 (TB) (1-0, 1-2, 0-0, 0-0, 1-0) | Allemagne | Palais des sports Ioubileïny, Saint-Pétersbourg 3 750 spectateurs |

| Feuille de match | Feuille de match                                                                                         | Feuille de match    | Feuille de match                                                                      | Feuille de match                                                                      |
| ---------------- | --- | ------------------- | ------------------------------------------------------------------------------------- | ------------------------------------------------------------------------------------- |
|                  | Raux (Perret, Meunier) — 3 min 38 s - Claireaux (Beron, Chakiachvili) — 39 min 10 s Fleury — 65 min (TB) | 1-0 1-1 1-2 2-2 3-2 | - Rieder (Gogulla, Schütz) — 20 min 26 s (SN) Schütz (Gogulla, Hager) — 36 min 50 s - | Arbitrage : Martin Fraňo Antonín Jeřábek Juges de lignes : Jon Kilian Sakari Suominen |
| Huet             | Gardiens                                                                                                 | Pielmeier           |                                                                                       | Arbitrage : Martin Fraňo Antonín Jeřábek Juges de lignes : Jon Kilian Sakari Suominen |
| 14 min           | Pénalités                                                                                                | 8 min               |                                                                                       | Arbitrage : Martin Fraňo Antonín Jeřábek Juges de lignes : Jon Kilian Sakari Suominen |
| 23               | Tirs | 29                  |                                                                                       | Arbitrage : Martin Fraňo Antonín Jeřábek Juges de lignes : Jon Kilian Sakari Suominen |

| 7 mai | Biélorussie | 3-6 (0-2, 2-3, 1-1) | États-Unis | Palais des sports Ioubileïny, Saint-Pétersbourg 3 762 spectateurs |

| Feuille de match | Feuille de match | Feuille de match                    | Feuille de match | Feuille de match                                                                              |
| ---------------- | --- | ----------------------------------- | --- | --------------------------------------------------------------------------------------------- |
|                  | - Platt (Stepanov, Linglet) — 27 min 10 s (SN) - Stas — 38 min 12 s Korabaw (S. Kastsitsyne, Stepanov) — 49 min 28 s (2 SN) - | 0-1 0-2 0-3 1-3 1-4 1-5 2-5 3-5 3-6 | Wood (Vatrano, Hinostroza) — 9 min 58 s Wideman (Matthews, Larkin) — 13 min 38 s (SN) Larkin (Schroeder) — 22 min 13 s (SN) - Hanifin (Hinostroza, Motte) — 28 min 9 s Matthews (Connor, Hanifin) — 34 min 25 s (SN) - Matthews (Vatrano, Wideman) — 54 min 40 s | Arbitrage : Linus Ohlund Konstantine Olenine Juges de lignes : Nicolas Fluri Miroslav Lhotský |
| Lalande          | Gardiens | Condon                              | | Arbitrage : Linus Ohlund Konstantine Olenine Juges de lignes : Nicolas Fluri Miroslav Lhotský |
| 41 min           | Pénalités | 18 min                              | | Arbitrage : Linus Ohlund Konstantine Olenine Juges de lignes : Nicolas Fluri Miroslav Lhotský |
| 23               | Tirs | 33                                  | | Arbitrage : Linus Ohlund Konstantine Olenine Juges de lignes : Nicolas Fluri Miroslav Lhotský |

| 8 mai | Hongrie | 1-7 (1-2, 0-4, 0-1) | Canada | Palais des sports Ioubileïny, Saint-Pétersbourg 3 825 spectateurs |

| Feuille de match                        | Feuille de match           | Feuille de match                | Feuille de match | Feuille de match                                                                             |
| --------------------------------------- | -------------------------- | ------------------------------- | --- | -------------------------------------------------------------------------------------------- |
|                                         | - Bartalis — 18 min 14 s - | 0-1 0-2 1-2 1-3 1-4 1-5 1-6 1-7 | Scheifele (Stone, McDavid) — 5 min 54 s (SN) Perry (Hall, Brassard) — 10 min 4 s - Stone (Ceci, Reinhart) — 27 min 12 s Marchand (McDavid, Matheson) — 29 min 5 s Brassard (Tanev, Rielly) — 31 min 36 s Matheson (Hutton, Scheifele) — 32 min 45 s Hall (Matheson) — 44 min 35 s | Arbitrage : Antonín Jeřábek Linus Ohlund Juges de lignes : Andreas Malmqvist Sakari Suominen |
| Hetényi (32 min 45 s) Vay (27 min 15 s) | Gardiens                   | Pickard                         | | Arbitrage : Antonín Jeřábek Linus Ohlund Juges de lignes : Andreas Malmqvist Sakari Suominen |
| 12 min                                  | Pénalités                  | 6 min                           | | Arbitrage : Antonín Jeřábek Linus Ohlund Juges de lignes : Andreas Malmqvist Sakari Suominen |
| 22                                      | Tirs                       | 36                              | | Arbitrage : Antonín Jeřábek Linus Ohlund Juges de lignes : Andreas Malmqvist Sakari Suominen |

| 8 mai | Finlande | 5-1 (2-0, 2-1, 1-0) | Allemagne | Palais des sports Ioubileïny, Saint-Pétersbourg 4 409 spectateurs |

| Feuille de match | Feuille de match | Feuille de match        | Feuille de match                                | Feuille de match                                                                         |
| ---------------- | --- | ----------------------- | ----------------------------------------------- | ---------------------------------------------------------------------------------------- |
|                  | Laine (Hietanen, Jokinen) — 6 min 22 s (SN) Komarov (Jokinen, Laine) — 9 min 8 s (SN) Aho (Granlund, Pokka) — 29 min 53 s Koskiranta (Pyörälä, Komarov) — 37 min 50 s - Laine (Koivu, Granlund) — 59 min 57 s (SN) | 1-0 2-0 3-0 4-0 4-1 5-1 | - Macek (Draisaitl, Kahun) — 38 min 42 s (SN) - | Arbitrage : Timothy Mayer Konstantine Olenine Juges de lignes : Roman Kaderli Jon Kilian |
| Koskinen         | Gardiens | Pielmeier               |                                                 | Arbitrage : Timothy Mayer Konstantine Olenine Juges de lignes : Roman Kaderli Jon Kilian |
| 12 min           | Pénalités | 28 min                  |                                                 | Arbitrage : Timothy Mayer Konstantine Olenine Juges de lignes : Roman Kaderli Jon Kilian |
| 22               | Tirs | 17                      |                                                 | Arbitrage : Timothy Mayer Konstantine Olenine Juges de lignes : Roman Kaderli Jon Kilian |

| 8 mai | France | 1-5 (1-2, 0-2, 0-1) | Slovaquie | Palais des sports Ioubileïny, Saint-Pétersbourg 3 850 spectateurs |

| Feuille de match             | Feuille de match               | Feuille de match        | Feuille de match | Feuille de match                                                                  |
| ---------------------------- | ------------------------------ | ----------------------- | --- | --------------------------------------------------------------------------------- |
|                              | Perret (Beron) — 1 min 9 s - - | 1-0 1-1 1-2 1-3 1-4 1-5 | - Sekera (L. Hudáček, Viedensky) — 3 min 55 s Graňák (Dravecký, Lušňák) — 13 min 55 s Bakoš (Meszároš, Sersen) — 34 min 52 s (SN) L. Hudáček (Jurčo, Viedensky) — 35 min 40 s Jaroš (Viedensky, Jurčo) — 57 min 55 s | Arbitrage : Tobias Björk Péter Gebei Juges de lignes : Gleb Lazarev Judson Ritter |
| Huet (40 min) Hardy (20 min) | Gardiens                       | J. Hudáček              | | Arbitrage : Tobias Björk Péter Gebei Juges de lignes : Gleb Lazarev Judson Ritter |
| 10 min                       | Pénalités                      | 10 min                  | | Arbitrage : Tobias Björk Péter Gebei Juges de lignes : Gleb Lazarev Judson Ritter |
| 25                           | Tirs                           | 22                      | | Arbitrage : Tobias Björk Péter Gebei Juges de lignes : Gleb Lazarev Judson Ritter |

| 9 mai | Biélorussie | 0-8 (0-1, 0-4, 0-3) | Canada | Palais des sports Ioubileïny, Saint-Pétersbourg 4 536 spectateurs |

| Feuille de match                               | Feuille de match | Feuille de match                | Feuille de match | Feuille de match                                                                      |
| ---------------------------------------------- | ---------------- | ------------------------------- | --- | ------------------------------------------------------------------------------------- |
|                                                | -                | 0-1 0-2 0-3 0-4 0-5 0-6 0-7 0-8 | Brassard (Perry, Duchene) — 16 min 26 s (SN) Perry (Murray) — 21 min 3 s O'Reilly (Jenner, Ceci) — 23 min 58 s (IN) Duchene (Brassard, Ceci) — 31 min 19 s (SN) Hall (McDavid) — 31 min 39 s O'Reilly (Duchene, Scheifele) — 41 min 26 s Stone (Scheifele) — 49 min 17 s Matheson (Gallagher, McDavid) — 53 min 52 s (SN) | Arbitrage : Péter Gebei Marc Wiegand Juges de lignes : Nicolas Fluri Miroslav Lhotský |
| Lalande (31 min 39 s) Miltchakow (28 min 21 s) | Gardiens         | Cam Talbot                      | | Arbitrage : Péter Gebei Marc Wiegand Juges de lignes : Nicolas Fluri Miroslav Lhotský |
| 10 min                                         | Pénalités        | 6 min                           | | Arbitrage : Péter Gebei Marc Wiegand Juges de lignes : Nicolas Fluri Miroslav Lhotský |
| 13                                             | Tirs             | 40                              | | Arbitrage : Péter Gebei Marc Wiegand Juges de lignes : Nicolas Fluri Miroslav Lhotský |

| 9 mai | Finlande | 3-2 (2-1, 0-0, 1-1) | États-Unis | Palais des sports Ioubileïny, Saint-Pétersbourg 4 830 spectateurs |

| Feuille de match | Feuille de match | Feuille de match    | Feuille de match                                                           | Feuille de match                                                                       |
| ---------------- | --- | ------------------- | -------------------------------------------------------------------------- | -------------------------------------------------------------------------------------- |
|                  | Koivu (Granlund, Aho) — 9 min 16 s Pihlström (Pulkkinen, Sallinen) — 12 min 4 s - Komarov (Barkov, Jokinen) — 44 min 16 s (SN) | 1-0 2-0 2-1 2-2 3-2 | - Vatrano (Matthews) — 13 min 45 s Murphy (Maroon, Larkin) — 40 min 53 s - | Arbitrage : Tobias Björk Martin Fraňo Juges de lignes : Gleb Lazarev Andreas Malmqvist |
| Koskinen         | Gardiens | Condon              |                                                                            | Arbitrage : Tobias Björk Martin Fraňo Juges de lignes : Gleb Lazarev Andreas Malmqvist |
| 6 min            | Pénalités | 8 min               |                                                                            | Arbitrage : Tobias Björk Martin Fraňo Juges de lignes : Gleb Lazarev Andreas Malmqvist |
| 22               | Tirs | 18                  |                                                                            | Arbitrage : Tobias Björk Martin Fraňo Juges de lignes : Gleb Lazarev Andreas Malmqvist |

| 10 mai | Slovaquie | 1-5 (1-0, 0-3, 0-2) | Allemagne | Palais des sports Ioubileïny, Saint-Pétersbourg 3 715 spectateurs |

| Feuille de match                            | Feuille de match                          | Feuille de match        | Feuille de match | Feuille de match                                                                    |
| ------------------------------------------- | ----------------------------------------- | ----------------------- | --- | ----------------------------------------------------------------------------------- |
|                                             | Cehlárik (Bartánus, Mikúš) — 8 min 42 s - | 1-0 1-1 1-2 1-3 1-4 1-5 | - Hager (Schütz, Gogulla) — 24 min 23 s Gogulla (Müller, Hager) — 28 min 57 s Reimer (Kahun, Draisaitl) — 34 min 48 s (SN) Macek (Braun, Müller) — 43 min 45 s Kahun (Reimer, Rieder) — 54 min 36 s | Arbitrage : Brett Iverson Aleksi Rantala Juges de lignes : Jon Kilian Judson Ritter |
| Konrád (43 min 45 s) J. Hudáček (16 min 15) | Gardiens                                  | Pielmeier               | | Arbitrage : Brett Iverson Aleksi Rantala Juges de lignes : Jon Kilian Judson Ritter |
| 10 min                                      | Pénalités                                 | 12 min                  | | Arbitrage : Brett Iverson Aleksi Rantala Juges de lignes : Jon Kilian Judson Ritter |
| 28                                          | Tirs                                      | 28                      | | Arbitrage : Brett Iverson Aleksi Rantala Juges de lignes : Jon Kilian Judson Ritter |

| 10 mai | Hongrie | 2-6 (1-3, 0-1, 1-2) | France | Palais des sports Ioubileïny, Saint-Pétersbourg 3 340 spectateurs |

| Feuille de match | Feuille de match                                                                   | Feuille de match                | Feuille de match | Feuille de match                                                                      |
| ---------------- | ---------------------------------------------------------------------------------- | ------------------------------- | --- | ------------------------------------------------------------------------------------- |
|                  | - Vas (G. Nagy, Wehrs) — 13 min 10 s (SN) - Sofron (Vas, Bartalis) — 47 min 58 s - | 0-1 1-1 1-2 1-3 1-4 2-4 2-5 2-6 | Ritz (Auvitu, Moisand) — 9 min 14 s - S. Treille — 17 min 28 s Fleury (Bellemare, Auvitu) — 19 min 26 s (SN) Chakiachvili (Y. Treille) — 38 min 3 s - S. Treille (Bellemare, Fleury) — 53 min 3 s (SN) S. Treille (Bellemare, Claireaux) — 56 min 11 s | Arbitrage : Roman Gofman Jozef Kubuš Juges de lignes : Roman Kaderli Miroslav Lhotský |
| Rajna            | Gardiens                                                                           | Huet                            | | Arbitrage : Roman Gofman Jozef Kubuš Juges de lignes : Roman Kaderli Miroslav Lhotský |
| 12 min           | Pénalités                                                                          | 10 min                          | | Arbitrage : Roman Gofman Jozef Kubuš Juges de lignes : Roman Kaderli Miroslav Lhotský |
| 24               | Tirs                                                                               | 21                              | | Arbitrage : Roman Gofman Jozef Kubuš Juges de lignes : Roman Kaderli Miroslav Lhotský |

| 11 mai | Slovaquie | 2-4 (0-0, 2-0, 0-4) | Biélorussie | Palais des sports Ioubileïny, Saint-Pétersbourg 3 172 spectateurs |

| Feuille de match | Feuille de match                                                                   | Feuille de match        | Feuille de match | Feuille de match                                                                     |
| ---------------- | ---------------------------------------------------------------------------------- | ----------------------- | --- | ------------------------------------------------------------------------------------ |
|                  | Sekera (Réway, Daňo) — 20 min 47 s (2 SN) Jurčo (Mikuš, L. Hudáček) — 36 min 6 s - | 1-0 2-0 2-1 2-2 2-3 2-4 | - Gotovets (Lissavets) — 42 min 22 s Hawrous (Gotovets, Kavyrchyn) — 48 min 34 s Stepanov (Lissavets) — 54 min 42 s Linglet (Platt, Lissavets) — 57 min 16 s | Arbitrage : Roman Gofman Aleksi Rantala Juges de lignes : Jon Kilian Sakari Suominen |
| J. Hudáček       | Gardiens                                                                           | Koval                   | | Arbitrage : Roman Gofman Aleksi Rantala Juges de lignes : Jon Kilian Sakari Suominen |
| 12 min           | Pénalités                                                                          | 14 min                  | | Arbitrage : Roman Gofman Aleksi Rantala Juges de lignes : Jon Kilian Sakari Suominen |
| 26               | Tirs                                                                               | 20                      | | Arbitrage : Roman Gofman Aleksi Rantala Juges de lignes : Jon Kilian Sakari Suominen |

| 11 mai | Finlande | 3-0 (0-0, 1-0, 2-0) | Hongrie | Palais des sports Ioubileïny, Saint-Pétersbourg 3 794 spectateurs |

| Feuille de match | Feuille de match                                                                                                   | Feuille de match | Feuille de match | Feuille de match                                                                              |
| ---------------- | --- | ---------------- | ---------------- | --------------------------------------------------------------------------------------------- |
|                  | Ohtamaa (Komarov) — 36 min 22 s Koivu (Granlund, Komarov) — 49 min 27 s Barkov (Laine, Jokinen) — 56 min 34 s (SN) | 1-0 2-0 3-0      | -                | Arbitrage : Brett Iverson Daniel Piechaczek Juges de lignes : Nicolas Fluri Andreas Malmqvist |
| Saros            | Gardiens | Vay              |                  | Arbitrage : Brett Iverson Daniel Piechaczek Juges de lignes : Nicolas Fluri Andreas Malmqvist |
| 2 min            | Pénalités | 14 min           |                  | Arbitrage : Brett Iverson Daniel Piechaczek Juges de lignes : Nicolas Fluri Andreas Malmqvist |
| 51               | Tirs | 13               |                  | Arbitrage : Brett Iverson Daniel Piechaczek Juges de lignes : Nicolas Fluri Andreas Malmqvist |

| 12 mai | États-Unis | 4-0 (0-0, 3-0, 1-0) | France | Palais des sports Ioubileïny, Saint-Pétersbourg 4 287 spectateurs |

| Feuille de match | Feuille de match | Feuille de match | Feuille de match | Feuille de match                                                                            |
| ---------------- | --- | ---------------- | ---------------- | ------------------------------------------------------------------------------------------- |
|                  | Wideman (Foligno, Larkin) — 34 min 23 s (SN) Murphy (Matthews, Vatrano) — 36 min 30 s Compher (Hendricks, Motte) — 39 min 55 s Skjei (Larkin) — 41 min 19 s | 1-0 2-0 3-0 4-0  | -                | Arbitrage : Stefan Fonselius Daniel Piechaczek Juges de lignes : Nicolas Fluri Gleb Lazarev |
| Condon           | Gardiens | Hardy            |                  | Arbitrage : Stefan Fonselius Daniel Piechaczek Juges de lignes : Nicolas Fluri Gleb Lazarev |
| 12 min           | Pénalités | 8 min            |                  | Arbitrage : Stefan Fonselius Daniel Piechaczek Juges de lignes : Nicolas Fluri Gleb Lazarev |
| 31               | Tirs | 19               |                  | Arbitrage : Stefan Fonselius Daniel Piechaczek Juges de lignes : Nicolas Fluri Gleb Lazarev |

| 12 mai | Canada | 5-2 (1-0, 1-2, 3-0) | Allemagne | Palais des sports Ioubileïny, Saint-Pétersbourg 5 369 spectateurs |

| Feuille de match | Feuille de match | Feuille de match            | Feuille de match                                                                | Feuille de match                                                                    |
| ---------------- | --- | --------------------------- | ------------------------------------------------------------------------------- | ----------------------------------------------------------------------------------- |
|                  | Hall (Murray) — 3 min 54 s Perry (Duchene, Brassard) — 23 min 22 s (SN) - Hall (McDavid, Matheson) — 43 min 12 s Jenner (Rielly, Brassard) — 46 min 50 s Ceci (O'Reilly) — 53 min 17 s (SN) | 1-0 2-0 2-1 2-2 3-2 4-2 5-2 | - Reimer (Noebels, Kahun) — 31 min 31 s Akdağ (Gogulla, Schütz) — 37 min 36 s - | Arbitrage : Jozef Kubuš Tobias Wehrli Juges de lignes : Roman Kaderli Judson Ritter |
| Talbot           | Gardiens | Pielmeier                   |                                                                                 | Arbitrage : Jozef Kubuš Tobias Wehrli Juges de lignes : Roman Kaderli Judson Ritter |
| 8 min            | Pénalités | 6 min                       |                                                                                 | Arbitrage : Jozef Kubuš Tobias Wehrli Juges de lignes : Roman Kaderli Judson Ritter |
| 22               | Tirs | 19                          |                                                                                 | Arbitrage : Jozef Kubuš Tobias Wehrli Juges de lignes : Roman Kaderli Judson Ritter |

| 13 mai | États-Unis | 5-1 (0-0, 3-0, 2-1) | Hongrie | Palais des sports Ioubileïny, Saint-Pétersbourg 3 598 spectateurs |

| Feuille de match | Feuille de match | Feuille de match        | Feuille de match                                | Feuille de match                                                                               |
| ---------------- | --- | ----------------------- | ----------------------------------------------- | ---------------------------------------------------------------------------------------------- |
|                  | Foligno (Wideman, Hanifin) — 24 min 37 s (SN) Hinostroza (Fasching) — 24 min 55 s Larkin (McCabe, Murphy) — 34 min 12 s Foligno — 52 min 7 s Murphy (Foligno, Maroon) — 55 min 20 s - | 1-0 2-0 3-0 4-0 5-0 5-1 | - Sofron (Bartalis, Sarauer) — 57 min 59 s (SN) | Arbitrage : Roman Gofman Konstantin Olenine Juges de lignes : Miroslav Lhotský Sakari Suominen |
| Kinkaid          | Gardiens | Vay                     |                                                 | Arbitrage : Roman Gofman Konstantin Olenine Juges de lignes : Miroslav Lhotský Sakari Suominen |
| 8 min            | Pénalités | 10 min                  |                                                 | Arbitrage : Roman Gofman Konstantin Olenine Juges de lignes : Miroslav Lhotský Sakari Suominen |
| 37               | Tirs | 8                       |                                                 | Arbitrage : Roman Gofman Konstantin Olenine Juges de lignes : Miroslav Lhotský Sakari Suominen |

| 13 mai | Allemagne | 5-2 (3-0, 1-1, 1-1) | Biélorussie | Palais des sports Ioubileïny, Saint-Pétersbourg 5 275 spectateurs |

| Feuille de match | Feuille de match | Feuille de match            | Feuille de match                                                                        | Feuille de match                                                                          |
| ---------------- | --- | --------------------------- | --------------------------------------------------------------------------------------- | ----------------------------------------------------------------------------------------- |
|                  | Reimer (Müller) — 4 min 26 s Draisaitl (Noebels, Macek) — 5 min 44 s Schütz (Gogulla, Hager) — 10 min 47 s (SN) - Macek (Reul, Noebels) — 34 min 23 s - Gogulla (Boyle) — 59 min 51 s (SN + CV) | 1-0 2-0 3-0 3-1 4-1 4-2 5-2 | - Stepanov (Koval, Linglet) — 28 min 8 s (SN) - Stas (Lissavets, Koval) — 49 min 14 s - | Arbitrage : Stefan Fonselius Brett Iverson Juges de lignes : Jon Kilian Andreas Malmqvist |
| Greiss           | Gardiens | Koval                       |                                                                                         | Arbitrage : Stefan Fonselius Brett Iverson Juges de lignes : Jon Kilian Andreas Malmqvist |
| 8 min            | Pénalités | 4 min                       |                                                                                         | Arbitrage : Stefan Fonselius Brett Iverson Juges de lignes : Jon Kilian Andreas Malmqvist |
| 19               | Tirs | 18                          |                                                                                         | Arbitrage : Stefan Fonselius Brett Iverson Juges de lignes : Jon Kilian Andreas Malmqvist |

| 14 mai | France | 1-3 (0-0, 0-3, 1-0) | Finlande | Palais des sports Ioubileïny, Saint-Pétersbourg 4 278 spectateurs |

| Feuille de match                        | Feuille de match                                      | Feuille de match | Feuille de match | Feuille de match                                                                           |
| --------------------------------------- | ----------------------------------------------------- | ---------------- | --- | ------------------------------------------------------------------------------------------ |
|                                         | - Bellemare (S. Treille, Auvitu) — 52 min 31 s (2 SN) | 0-1 0-2 0-3 1-3  | Lindell (Granlund, Koivu) — 25 min (SN) Barkov (Laine, Jokinen) — 30 min 40 s Laine (Jokinen, Barkov) — 34 min 50 s - | Arbitrage : Roman Gofman Maksym Sidorenko Juges de lignes : Nicolas Fluri Miroslav Lhotský |
| Huet (50 min 44 s) Quemener (9 min 1 s) | Gardiens                                              | Koskinen         | | Arbitrage : Roman Gofman Maksym Sidorenko Juges de lignes : Nicolas Fluri Miroslav Lhotský |
| 8 min                                   | Pénalités                                             | 8 min            | | Arbitrage : Roman Gofman Maksym Sidorenko Juges de lignes : Nicolas Fluri Miroslav Lhotský |
| 18                                      | Tirs                                                  | 19               | | Arbitrage : Roman Gofman Maksym Sidorenko Juges de lignes : Nicolas Fluri Miroslav Lhotský |

| 14 mai | Hongrie | 5-2 (2-1, 2-1, 1-0) | Biélorussie | Palais des sports Ioubileïny, Saint-Pétersbourg 4 539 spectateurs |

| Feuille de match | Feuille de match | Feuille de match                          | Feuille de match                                                                    | Feuille de match                                                                      |
| ---------------- | --- | ----------------------------------------- | ----------------------------------------------------------------------------------- | ------------------------------------------------------------------------------------- |
|                  | G. Nagy (Kóger, Sarauer) — 5 min 31 s Vas (Sarauer) — 10 min 31 s (IN) - Sebők (Szirányi) — 30 min 32 s Galló (Sofron, Szirányi) — 33 min 49 s Vas — 59 min 57 s (IN + CV) | 1-0 2-0 2-1 2-2 3-2 4-2 5-2               | - Platt (Stepanov) — 12 min 13 s (SN) Hawrous (Kavyrchin, Stepanov) — 26 min 43 s - | Arbitrage : Jozef Kubuš Tobias Wehrli Juges de lignes : Judson Ritter Sakari Suominen |
| Rajna            | Gardiens | Lalande (33 min 49 s) Koval (24 min 47 s) |                                                                                     | Arbitrage : Jozef Kubuš Tobias Wehrli Juges de lignes : Judson Ritter Sakari Suominen |
| 10 min           | Pénalités | 12 min                                    |                                                                                     | Arbitrage : Jozef Kubuš Tobias Wehrli Juges de lignes : Judson Ritter Sakari Suominen |
| 18               | Tirs | 19                                        |                                                                                     | Arbitrage : Jozef Kubuš Tobias Wehrli Juges de lignes : Judson Ritter Sakari Suominen |

| 14 mai | Canada | 5-0 (2-0, 2-0, 1-0) | Slovaquie | Palais des sports Ioubileïny, Saint-Pétersbourg 5 512 spectateurs |

| Feuille de match | Feuille de match | Feuille de match    | Feuille de match | Feuille de match                                                                              |
| ---------------- | --- | ------------------- | ---------------- | --------------------------------------------------------------------------------------------- |
|                  | Rielly (Brassard) — 11 min 9 s Duchene (Marchand) — 18 min 30 s Hall (Stone, McDavid) — 33 min 56 s (SN) Scheifele (Reinhart, Stone) — 38 min 35 s Brassard (Perry, Murray) — 50 min 27 s | 1-0 2-0 3-0 4-0 5-0 | -                | Arbitrage : Konstantin Olenine Daniel Piechaczek Juges de lignes : Roman Kaderli Gleb Lazarev |
| Talbot           | Gardiens | J. Hudáček          |                  | Arbitrage : Konstantin Olenine Daniel Piechaczek Juges de lignes : Roman Kaderli Gleb Lazarev |
| 4 min            | Pénalités | 12 min              |                  | Arbitrage : Konstantin Olenine Daniel Piechaczek Juges de lignes : Roman Kaderli Gleb Lazarev |
| 33               | Tirs | 18                  |                  | Arbitrage : Konstantin Olenine Daniel Piechaczek Juges de lignes : Roman Kaderli Gleb Lazarev |

| 15 mai | Allemagne | 3-2 (2-1, 0-1, 1-0) | États-Unis | Palais des sports Ioubileïny, Saint-Pétersbourg 4 798 spectateurs |

| Feuille de match | Feuille de match                                                                                            | Feuille de match    | Feuille de match                                                                  | Feuille de match                                                                             |
| ---------------- | --- | ------------------- | --------------------------------------------------------------------------------- | -------------------------------------------------------------------------------------------- |
|                  | Hager (Schütz, Boyle) — 2 min 19 s (SN) - Ehrhoff (Schütz, Hager) — 13 min 6 s - Holzer (Goc) — 59 min 27 s | 1-0 1-1 2-1 2-2 3-2 | - McCabe (Compher, Murphy) — 10 min 35 s - Matthews (Nelson) — 20 min 26 s (SN) - | Arbitrage : Maksym Sidorenko Tobias Wehrli Juges de lignes : Nicolas Fluri Andreas Malmqvist |
| Greiss           | Gardiens | Condon              |                                                                                   | Arbitrage : Maksym Sidorenko Tobias Wehrli Juges de lignes : Nicolas Fluri Andreas Malmqvist |
| 14 min           | Pénalités                                                                                                   | 6 min               |                                                                                   | Arbitrage : Maksym Sidorenko Tobias Wehrli Juges de lignes : Nicolas Fluri Andreas Malmqvist |
| 14               | Tirs | 33                  |                                                                                   | Arbitrage : Maksym Sidorenko Tobias Wehrli Juges de lignes : Nicolas Fluri Andreas Malmqvist |

| 15 mai | Slovaquie | 0-5 (0-0, 0-2, 0-3) | Finlande | Palais des sports Ioubileïny, Saint-Pétersbourg 5 679 spectateurs |

| Feuille de match | Feuille de match | Feuille de match    | Feuille de match | Feuille de match                                                                 |
| ---------------- | ---------------- | ------------------- | --- | -------------------------------------------------------------------------------- |
|                  | -                | 0-1 0-2 0-3 0-4 0-5 | Koiv (Lindell, Aho) — 31 min 7 s (SN) Pihlström (Sallinen, Pokka) — 31 min 47 s Barkov (Hietanen, Jaakola) — 46 min 46 s (JS) Jokinen (Hietanen, Barkov) — 59 min 45 s (SN) Laine (Barkov) — 59 min 57 s | Arbitrage : Linus Ohlund Marc Wiegand Juges de lignes : Jon Kilian Judson Ritter |
| J. Hudáček       | Gardiens         | Saros               | | Arbitrage : Linus Ohlund Marc Wiegand Juges de lignes : Jon Kilian Judson Ritter |
| 8 min            | Pénalités        | 4 min               | | Arbitrage : Linus Ohlund Marc Wiegand Juges de lignes : Jon Kilian Judson Ritter |
| 14               | Tirs             | 35                  | | Arbitrage : Linus Ohlund Marc Wiegand Juges de lignes : Jon Kilian Judson Ritter |

| 16 mai | Canada | 4-0 (1-0, 1-0, 2-0) | France | Palais des sports Ioubileïny, Saint-Pétersbourg 5 219 spectateurs |

| Feuille de match | Feuille de match | Feuille de match | Feuille de match | Feuille de match                                                                      |
| ---------------- | --- | ---------------- | ---------------- | ------------------------------------------------------------------------------------- |
|                  | Stone (Hall, McDavid) — 8 min 32 s (SN) Duchene (Perry, Ellis) — 35 min 26 s Scheifele (Stone, Marchand) — 43 min 51 s Perry (O'Reilly, Gallagher) — 54 min 45 s | 1-0 2-0 3-0 4-0  | -                | Arbitrage : Antonín Jeřábek Linus Ohlund Juges de lignes : Jon Kilian Sakari Suominen |
| Pickard          | Gardiens | Quemener         |                  | Arbitrage : Antonín Jeřábek Linus Ohlund Juges de lignes : Jon Kilian Sakari Suominen |
| 4 min            | Pénalités | 8 min            |                  | Arbitrage : Antonín Jeřábek Linus Ohlund Juges de lignes : Jon Kilian Sakari Suominen |
| 46               | Tirs | 13               |                  | Arbitrage : Antonín Jeřábek Linus Ohlund Juges de lignes : Jon Kilian Sakari Suominen |

| 16 mai | Allemagne | 4-2 (0-1, 1-0, 3-1) | Hongrie | Palais des sports Ioubileïny, Saint-Pétersbourg 5 039 spectateurs |

| Feuille de match | Feuille de match | Feuille de match        | Feuille de match                                               | Feuille de match                                                                         |
| ---------------- | --- | ----------------------- | -------------------------------------------------------------- | ---------------------------------------------------------------------------------------- |
|                  | - Hager — 31 min 42 s (SN) Reul — 41 min 22 s - Braun (Akdağ, Draisaitl) — 57 min 24 s Goc (Seidenberg, Greiss) — 59 min 27 s (CV) | 0-1 1-1 2-1 2-2 3-2 4-2 | Sofron (Bartalis) — 9 min 9 s - Wehrs (Magosi) — 45 min 14 s - | Arbitrage : Martin Fraňo Konstantin Olenine Juges de lignes : Roman Kaderli Gleb Lazarev |
| Greiss           | Gardiens | Rajna                   |                                                                | Arbitrage : Martin Fraňo Konstantin Olenine Juges de lignes : Roman Kaderli Gleb Lazarev |
| 4 min            | Pénalités | 8 min                   |                                                                | Arbitrage : Martin Fraňo Konstantin Olenine Juges de lignes : Roman Kaderli Gleb Lazarev |
| 34               | Tirs | 16                      |                                                                | Arbitrage : Martin Fraňo Konstantin Olenine Juges de lignes : Roman Kaderli Gleb Lazarev |

| 17 mai | États-Unis | 2-3 (pr) (0-1, 1-0, 1-1, 0-1) | Slovaquie | Palais des sports Ioubileïny, Saint-Pétersbourg 5 080 spectateurs |

| Feuille de match | Feuille de match                                                             | Feuille de match    | Feuille de match                                                                               | Feuille de match                                                                            |
| ---------------- | ---------------------------------------------------------------------------- | ------------------- | ---------------------------------------------------------------------------------------------- | ------------------------------------------------------------------------------------------- |
|                  | - Nelson (Warsofsky, Vatrano) — 27 min 15 s Foligno (Larkin) — 42 min 53 s - | 0-1 1-1 2-1 2-2 2-3 | Jaroš (Viedenský) — 18 min 39 s - Skalický (Marcinko, Graňák) — 52 min 14 s Daňo — 60 min 59 s | Arbitrage : Antonín Jeřábek Maksym Sidorenko Juges de lignes : Gleb Lazarev Sakari Suominen |
| Kinkaid          | Gardiens                                                                     | J. Hudáček          |                                                                                                | Arbitrage : Antonín Jeřábek Maksym Sidorenko Juges de lignes : Gleb Lazarev Sakari Suominen |
| 10 min           | Pénalités                                                                    | 4 min               |                                                                                                | Arbitrage : Antonín Jeřábek Maksym Sidorenko Juges de lignes : Gleb Lazarev Sakari Suominen |
| 25               | Tirs                                                                         | 30                  |                                                                                                | Arbitrage : Antonín Jeřábek Maksym Sidorenko Juges de lignes : Gleb Lazarev Sakari Suominen |

| 17 mai | Biélorussie | 3-0 (0-0, 0-2, 0-1) | France | Palais des sports Ioubileïny, Saint-Pétersbourg 4 895 spectateurs |

| Feuille de match | Feuille de match                                                                                                   | Feuille de match | Feuille de match | Feuille de match                                                                        |
| ---------------- | --- | ---------------- | ---------------- | --------------------------------------------------------------------------------------- |
|                  | Stas (Linglet, Gotovets) — 25 min 12 s Platt (Linglet, Gotovets) — 38 min 23 s Stas (Linglet, Platt) — 44 min 59 s | 1-0 2-0 3-0      | -                | Arbitrage : Martin Fraňo Linus Ohlund Juges de lignes : Roman Kaderli Andreas Malmqvist |
| Koval            | Gardiens | Huet             |                  | Arbitrage : Martin Fraňo Linus Ohlund Juges de lignes : Roman Kaderli Andreas Malmqvist |
| 12 min           | Pénalités | 12 min           |                  | Arbitrage : Martin Fraňo Linus Ohlund Juges de lignes : Roman Kaderli Andreas Malmqvist |
| 32               | Tirs | 21               |                  | Arbitrage : Martin Fraňo Linus Ohlund Juges de lignes : Roman Kaderli Andreas Malmqvist |

| 17 mai | Canada | 0-4 (0-0, 3-0, 1-0) | Finlande | Palais des sports Ioubileïny, Saint-Pétersbourg 5 890 spectateurs |

| Feuille de match | Feuille de match | Feuille de match | Feuille de match | Feuille de match                                                                        |
| ---------------- | ---------------- | ---------------- | --- | --------------------------------------------------------------------------------------- |
|                  | -                | 0-1 0-2 0-3 0-4  | Kivistö (Rantanen) — 26 min 10 s Komarov (Granlund) — 36 min 3 s Pyörälä (Aho) — 38 min 50 s Koskiranta (Pyörälä) — 42 min 32 s | Arbitrage : Roman Gofman Tobias Wehrli Juges de lignes : Miroslav Lhotský Judson Ritter |
| Talbot           | Gardiens         | Koskinen         | | Arbitrage : Roman Gofman Tobias Wehrli Juges de lignes : Miroslav Lhotský Judson Ritter |
| 12 min           | Pénalités        | 4 min            | | Arbitrage : Roman Gofman Tobias Wehrli Juges de lignes : Miroslav Lhotský Judson Ritter |
| 21               | Tirs             | 19               | | Arbitrage : Roman Gofman Tobias Wehrli Juges de lignes : Miroslav Lhotský Judson Ritter |

##### Classement
| Clt   | Équipe      | PJ | V | VP | D | DP | BP | BC | Diff | Pts |
| ----- | ----------- | -- | - | -- | - | -- | -- | -- | ---- | --- |
| +001, | Finlande    | 7  | 7 | 0  | 0 | 0  | 29 | 6  | +23  | 21  |
| +002, | Canada      | 7  | 6 | 0  | 1 | 0  | 34 | 8  | +26  | 18  |
| +003, | Allemagne   | 7  | 4 | 0  | 2 | 1  | 22 | 20 | +2   | 13  |
| +004, | États-Unis  | 7  | 3 | 0  | 3 | 1  | 22 | 18 | +4   | 10  |
| +005, | Slovaquie   | 7  | 2 | 1  | 4 | 0  | 15 | 23 | -8   | 8   |
| +006, | Biélorussie | 7  | 2 | 0  | 5 | 0  | 16 | 32 | -16  | 6   |
| +007, | France      | 7  | 1 | 1  | 5 | 0  | 11 | 23 | -12  | 5   |
| +008, | Hongrie     | 7  | 1 | 0  | 6 | 0  | 12 | 31 | -19  | 3   |

- Qualifié pour les quarts de finale
- Relégué en Division IA

Pour les significations des abréviations, voir statistiques du hockey sur glace.

### Phase finale

#### Tableau
|  | Quarts de finale                      | Quarts de finale               |                                |                                | Demi-finales                   | Demi-finales                   |   |  | Finale                         | Finale                         |
|  | Quarts de finale                      | Quarts de finale               |                                |                                | Demi-finales                   | Demi-finales                   |   |  | Finale                         | Finale                         |
|  |                                       |                                |                                |                                |                                |                                |   |  |                                |                                |
|  | VTB Ice Palace, Moscou, 19 mai        | VTB Ice Palace, Moscou, 19 mai |                                |                                | VTB Ice Palace, Moscou, 21 mai | VTB Ice Palace, Moscou, 21 mai |   |  | VTB Ice Palace, Moscou, 22 mai | VTB Ice Palace, Moscou, 22 mai |
|  | VTB Ice Palace, Moscou, 19 mai        | VTB Ice Palace, Moscou, 19 mai |                                |                                | VTB Ice Palace, Moscou, 21 mai | VTB Ice Palace, Moscou, 21 mai |   |  | VTB Ice Palace, Moscou, 22 mai | VTB Ice Palace, Moscou, 22 mai |
|  | Tchéquie                              | 1                              |                                |                                | VTB Ice Palace, Moscou, 21 mai | VTB Ice Palace, Moscou, 21 mai |   |  | VTB Ice Palace, Moscou, 22 mai | VTB Ice Palace, Moscou, 22 mai |
|  | Tchéquie                              | 1                              |                                |                                | VTB Ice Palace, Moscou, 21 mai | VTB Ice Palace, Moscou, 21 mai |   |  | VTB Ice Palace, Moscou, 22 mai | VTB Ice Palace, Moscou, 22 mai |
|  | États-Unis                            | 2TF                            |                                |                                | VTB Ice Palace, Moscou, 21 mai | VTB Ice Palace, Moscou, 21 mai |   |  | VTB Ice Palace, Moscou, 22 mai | VTB Ice Palace, Moscou, 22 mai |
|  | États-Unis                            | 2TF                            | États-Unis                     | 3                              |                                |                                |   |  | VTB Ice Palace, Moscou, 22 mai | VTB Ice Palace, Moscou, 22 mai |
|  | Ioubileïny, Saint-Pétersbourg, 19 mai |                                | États-Unis                     | 3                              |                                |                                |   |  | VTB Ice Palace, Moscou, 22 mai | VTB Ice Palace, Moscou, 22 mai |
|  |                                       | Canada                         | 4                              |                                |                                |                                |   |  | VTB Ice Palace, Moscou, 22 mai | VTB Ice Palace, Moscou, 22 mai |
|  | Canada                                | Canada                         | 4                              | 6                              |                                |                                |   |  | VTB Ice Palace, Moscou, 22 mai | VTB Ice Palace, Moscou, 22 mai |
|  | Canada                                |                                |                                | 6                              |                                |                                |   |  | VTB Ice Palace, Moscou, 22 mai | VTB Ice Palace, Moscou, 22 mai |
|  | Suède                                 | 0                              |                                |                                |                                |                                |   |  | VTB Ice Palace, Moscou, 22 mai | VTB Ice Palace, Moscou, 22 mai |
|  | Suède                                 | 0                              | Canada                         | 2                              |                                |                                |   |  |                                |                                |
|  | Ioubileïny, Saint-Pétersbourg, 19 mai |                                | Canada                         | 2                              |                                |                                |   |  |                                |                                |
|  |                                       | Finlande                       | 0                              |                                |                                |                                |   |  |                                |                                |
|  | Finlande                              | Finlande                       | 0                              | 5                              |                                |                                |   |  |                                |                                |
|  | Finlande                              | VTB Ice Palace, Moscou, 21 mai |                                | 5                              |                                |                                |   |  |                                |                                |
|  | Danemark                              | 1                              |                                |                                |                                |                                |   |  |                                |                                |
|  | Danemark                              | 1                              | Finlande                       | 3                              |                                |                                |   |  |                                |                                |
|  | VTB Ice Palace, Moscou, 19 mai        | VTB Ice Palace, Moscou, 19 mai | Finlande                       | 3                              | Match pour la 3e place         | Match pour la 3e place         |   |  |                                |                                |
|  | VTB Ice Palace, Moscou, 19 mai        | VTB Ice Palace, Moscou, 19 mai |                                | Russie                         | Match pour la 3e place         | Match pour la 3e place         | 1 |  |                                |                                |
|  | Russie                                | 4                              | VTB Ice Palace, Moscou, 22 mai | VTB Ice Palace, Moscou, 22 mai |                                |                                | 1 |  |                                |                                |
|  | Russie                                | 4                              | VTB Ice Palace, Moscou, 22 mai | VTB Ice Palace, Moscou, 22 mai |                                |                                |   |  |                                |                                |
|  | Allemagne                             | 1                              |                                | États-Unis                     | 2                              |                                |   |  |                                |                                |
|  | Allemagne                             | 1                              |                                | États-Unis                     | 2                              |                                |   |  |                                |                                |
|  |                                       |                                |                                |                                |                                |                                |   |  | Russie                         | 7                              |
|  |                                       |                                |                                |                                |                                |                                |   |  | Russie                         | 7                              |

TF : tirs de fusillade

#### Quarts de finale
| 19 mai 2016 | Tchéquie | 1-2 (TB) (1-0, 0-1, 0-0, 0-0, 0-1) | États-Unis | VTB Ice Palace, Moscou 7 853 spectateurs |

| Feuille de match | Feuille de match             | Feuille de match | Feuille de match                                                   | Feuille de match                                                                            |
| ---------------- | ---------------------------- | ---------------- | ------------------------------------------------------------------ | ------------------------------------------------------------------------------------------- |
|                  | Zohorna — 15 min 23 s (TP) - | 1-0 1-1 1-2      | - Matthews (Vatrano, Wideman) — 21 min 27 s Matthews — 70 min (TB) | Arbitrage : Linus Ohlund Tobias Wehrli Juges de lignes : Aleksandr Otmakhov Henrik Pihlblad |
| Furch            | Gardiens                     | Kinkaid          |                                                                    | Arbitrage : Linus Ohlund Tobias Wehrli Juges de lignes : Aleksandr Otmakhov Henrik Pihlblad |
| 12 min           | Pénalités                    | 12 min           |                                                                    | Arbitrage : Linus Ohlund Tobias Wehrli Juges de lignes : Aleksandr Otmakhov Henrik Pihlblad |
| 32               | Tirs                         | 28               |                                                                    | Arbitrage : Linus Ohlund Tobias Wehrli Juges de lignes : Aleksandr Otmakhov Henrik Pihlblad |

| 19 mai 2016 | Canada | 6-0 (1-0, 3-0, 2-0) | Suède | Palais des sports Ioubileïny, Saint-Pétersbourg 6 090 spectateurs |

| Feuille de match | Feuille de match | Feuille de match        | Feuille de match | Feuille de match                                                                          |
| ---------------- | --- | ----------------------- | ---------------- | ----------------------------------------------------------------------------------------- |
|                  | Scheifele (O'Reilly, Stone) — 18 min 39 s Dumba (Stone, Scheifele) — 26 min 5 s (SN) Marchand (Dumba, Scheifele) — 32 min 2 s Domi (Reinhart, Matheson) — 32 min 13 s Stone — 51 min 5 s Brassard (Gallagher, Hall) — 53 min 22 s | 1-0 2-0 3-0 4-0 5-0 6-0 | -                | Arbitrage : Roman Gofman Maksym Sidorenko Juges de lignes : Judson Ritter Sakari Suominen |
| Talbot           | Gardiens | Markström               |                  | Arbitrage : Roman Gofman Maksym Sidorenko Juges de lignes : Judson Ritter Sakari Suominen |
| 10 min           | Pénalités | 18 min                  |                  | Arbitrage : Roman Gofman Maksym Sidorenko Juges de lignes : Judson Ritter Sakari Suominen |
| 34               | Tirs | 24                      |                  | Arbitrage : Roman Gofman Maksym Sidorenko Juges de lignes : Judson Ritter Sakari Suominen |

| 19 mai 2016 | Finlande | 5-1 (1-0, 2-1, 2-0) | Danemark | Palais des sports Ioubileïny, Saint-Pétersbourg 5 038 spectateurs |

| Feuille de match | Feuille de match | Feuille de match        | Feuille de match                                   | Feuille de match                                                                  |
| ---------------- | --- | ----------------------- | -------------------------------------------------- | --------------------------------------------------------------------------------- |
|                  | Granlund (Koivu, Komarov) — 14 min 29 s Koskiranta (Pyörälä, Ohtamaa) — 21 min 45 s - Laine (Hietanen, Jaakola) — 38 min 57 s Jokinen (Koivu) — 57 min 46 s (CV) Granlund — 58 min 7 s | 1-0 2-0 2-1 3-1 4-1 5-1 | - Eller (Christensen, Ehlers) — 31 min 42 s (SN) - | Arbitrage : Martin Fraňo Jozef Kubuš Juges de lignes : Nicolas Fluri Gleb Lazarev |
| Koskinen         | Gardiens | Dahm                    |                                                    | Arbitrage : Martin Fraňo Jozef Kubuš Juges de lignes : Nicolas Fluri Gleb Lazarev |
| 6 min            | Pénalités | 6 min                   |                                                    | Arbitrage : Martin Fraňo Jozef Kubuš Juges de lignes : Nicolas Fluri Gleb Lazarev |
| 28               | Tirs | 17                      |                                                    | Arbitrage : Martin Fraňo Jozef Kubuš Juges de lignes : Nicolas Fluri Gleb Lazarev |

| 19 mai 2016 | Russie | 4-1 (0-1, 3-0, 1-0) | Allemagne | VTB Ice Palace, Moscou, 19 mai 12 199 spectateurs |

| Feuille de match | Feuille de match | Feuille de match    | Feuille de match        | Feuille de match                                                                           |
| ---------------- | --- | ------------------- | ----------------------- | ------------------------------------------------------------------------------------------ |
|                  | - Chipatchiov (Dadonov, Belov) — 20 min 40 s Dadonov (Chipatchiov) — 27 min 17 s Chipatchiov (Teleguine) — 34 min 14 s Ovetchkine (Kouznetsov, Lioubimov) — 42 min 45 s | 0-1 1-1 2-1 3-1 4-1 | Reimer — 4 min 45 s - - | Arbitrage : Tobias Björk Aleksi Rantala Juges de lignes : Miroslav Lhotský Fraser McIntyre |
| Bobrovski        | Gardiens | Greiss              |                         | Arbitrage : Tobias Björk Aleksi Rantala Juges de lignes : Miroslav Lhotský Fraser McIntyre |
| 2 min            | Pénalités | 4 min               |                         | Arbitrage : Tobias Björk Aleksi Rantala Juges de lignes : Miroslav Lhotský Fraser McIntyre |
| 37               | Tirs | 20                  |                         | Arbitrage : Tobias Björk Aleksi Rantala Juges de lignes : Miroslav Lhotský Fraser McIntyre |

#### Demi-finales
| 21 mai 2016 | États-Unis | 3-4 (0-2, 3-1, 0-1) | Canada | VTB Ice Palace, Moscou 10 455 spectateurs |

| Feuille de match | Feuille de match | Feuille de match            | Feuille de match | Feuille de match                                                                             |
| ---------------- | --- | --------------------------- | --- | -------------------------------------------------------------------------------------------- |
|                  | - Matthews (Wideman, Larkin) — 21 min 14 s (SN) Warsofsky (Nelson, Fasching) — 23 min 57 s Motte (Larkin, Compher) — 28 min 25 s - | 0-1 0-2 1-2 2-2 3-2 3-3 3-4 | Gallagher (Jenner, Reinhart) — 8 min 59 s Marchand (Ceci) — 18 min 2 s - Brassard (O'Reilly, Perry) — 35 min 30 s (SN) Ellis (Murray, McDavid) — 41 min 34 s | Arbitrage : Roman Gofman Tobias Wehrli Juges de lignes : Miroslav Lhotský Aleksandr Otmakhov |
| Kinkaid          | Gardiens | Talbot                      | | Arbitrage : Roman Gofman Tobias Wehrli Juges de lignes : Miroslav Lhotský Aleksandr Otmakhov |
| 14 min           | Pénalités | 6 min                       | | Arbitrage : Roman Gofman Tobias Wehrli Juges de lignes : Miroslav Lhotský Aleksandr Otmakhov |
| 33               | Tirs | 27                          | | Arbitrage : Roman Gofman Tobias Wehrli Juges de lignes : Miroslav Lhotský Aleksandr Otmakhov |

| 21 mai 2016 | Finlande | 3-1 (0-1, 3-0, 0-0) | Russie | VTB Ice Palace, Moscou 12 215 spectateurs |

| Feuille de match | Feuille de match | Feuille de match | Feuille de match                                | Feuille de match                                                                     |
| ---------------- | --- | ---------------- | ----------------------------------------------- | ------------------------------------------------------------------------------------ |
|                  | - Aho (Granlund, Lindell) — 25 min 34 s (SN) Jokinen (Laine) — 35 min 50 s Aho (Koskiranta, Koivu) — 38 min 15 s (SN) | 0-1 1-1 2-1 3-1  | Chirokov (Teleguine, Martchenko) — 2 min 52 s - | Arbitrage : Martin Fraňo Jozef Kubuš Juges de lignes : Fraser McIntyre Judson Ritter |
| Rinne            | Gardiens | Bobrovski        |                                                 | Arbitrage : Martin Fraňo Jozef Kubuš Juges de lignes : Fraser McIntyre Judson Ritter |
| 10 min           | Pénalités | 8 min            |                                                 | Arbitrage : Martin Fraňo Jozef Kubuš Juges de lignes : Fraser McIntyre Judson Ritter |
| 16               | Tirs | 29               |                                                 | Arbitrage : Martin Fraňo Jozef Kubuš Juges de lignes : Fraser McIntyre Judson Ritter |

#### Match pour la troisième place
| 22 mai 2016 | États-Unis | 2-7 (0-2, 1-3, 1-2) | Russie | VTB Ice Palace, Moscou 12 043 spectateurs |

| Feuille de match | Feuille de match                                                                       | Feuille de match                    | Feuille de match | Feuille de match                                                                         |
| ---------------- | -------------------------------------------------------------------------------------- | ----------------------------------- | --- | ---------------------------------------------------------------------------------------- |
|                  | - Vatrano (Warsofsky, Nelson) — 34 min 29 s (SN) - Vatrano (Warsofsky) — 43 min 42 s - | 0-1 0-2 0-3 0-4 1-4 1-5 2-5 2-6 2-7 | Voïnov (Kalinine, Chirokov) — 6 min 23 s Moziakine (Datsiouk, Orlov) — 13 min 41 s (SN) Teleguine (Datsiouk, Moziakine) — 29 min 36 s Dadonov (Panarine, Chipatchiov) — 32 min 49 s - Panarine (Belov, Tchoudinov) — 35 min 22 s - Moziakine (Datsiouk) — 53 min 13 s Chipatchiov (Dadonov, Panarine) — 59 min 53 s (SN) | Arbitrage : Tobias Björk Martin Fraňo Juges de lignes : Miroslav Lhotský Henrik Pihlblad |
| Kinkaid          | Gardiens                                                                               | Bobrovski                           | | Arbitrage : Tobias Björk Martin Fraňo Juges de lignes : Miroslav Lhotský Henrik Pihlblad |
| 8 min            | Pénalités                                                                              | 10 min                              | | Arbitrage : Tobias Björk Martin Fraňo Juges de lignes : Miroslav Lhotský Henrik Pihlblad |
| 30               | Tirs                                                                                   | 29                                  | | Arbitrage : Tobias Björk Martin Fraňo Juges de lignes : Miroslav Lhotský Henrik Pihlblad |

#### Finale
| 22 mai 2016 | Canada | 2-0 (1-0, 0-0, 1-0) | Finlande | VTB Ice Palace, Moscou 11 509 spectateurs |

| Feuille de match | Feuille de match                                                      | Feuille de match | Feuille de match | Feuille de match                                                                      |
| ---------------- | --------------------------------------------------------------------- | ---------------- | ---------------- | ------------------------------------------------------------------------------------- |
|                  | McDavid (Duchene) — 11 min 24 s Duchene (Marchand) — 59 min 59 s (CV) | 1-0 2-0          | -                | Arbitrage : Roman Gofman Tobias Wehrli Juges de lignes : Gleb Lazarev Fraser McIntyre |
| Talbot           | Gardiens                                                              | Koskinen         |                  | Arbitrage : Roman Gofman Tobias Wehrli Juges de lignes : Gleb Lazarev Fraser McIntyre |
| 68 min           | Pénalités                                                             | 6 min            |                  | Arbitrage : Roman Gofman Tobias Wehrli Juges de lignes : Gleb Lazarev Fraser McIntyre |
| 33               | Tirs                                                                  | 16               |                  | Arbitrage : Roman Gofman Tobias Wehrli Juges de lignes : Gleb Lazarev Fraser McIntyre |

### Classement final
| Place              | Équipe      | Résultat final                 |
| ------------------ | ----------- | ------------------------------ |
| Médaille d'or      | Canada      | Champion du monde              |
| Médaille d'argent  | Finlande    | Vice-champion du monde         |
| Médaille de bronze | Russie      | Troisième place                |
| 4                  | États-Unis  | Quatrième place                |
| 5                  | Tchéquie    | Éliminé en quart de finale     |
| 6                  | Suède       | Éliminé en quart de finale     |
| 7                  | Allemagne   | Éliminé en quart de finale     |
| 8                  | Danemark    | Éliminé en quart de finale     |
| 9                  | Slovaquie   | Éliminé en phase de groupe     |
| 10                 | Norvège     | Éliminé en phase de groupe     |
| 11                 | Suisse      | Éliminé en phase de groupe     |
| 12                 | Biélorussie | Éliminé en phase de groupe     |
| 13                 | Lettonie    | Éliminé en phase de groupe     |
| 14                 | France      | Éliminé en phase de groupe     |
| 15                 | Hongrie     | Relégué en Division IA en 2017 |
| 16                 | Kazakhstan  | Relégué en Division IA en 2017 |

### Médaillés
| Champions du monde Canada | Derick Brassard, Cody Ceci, Max Domi, Matt Duchene, Matt Dumba, Ryan Ellis, Brendan Gallagher, Taylor Hall, Ben Hutton, Boone Jenner, Brad Marchand, Mike Matheson, Connor McDavid, Ryan Murray, Ryan O'Reilly, Calvin Pickard, Corey Perry, Sam Reinhart, Morgan Rielly, Mark Scheifele, Mark Stone, Cam Talbot et Christopher Tanev Entraîneur : Bill Peters Entraîneurs assistants : Dave Cameron et Mike Yeo |

| Argent Finlande | Sebastian Aho, Niklas Bäckström, Aleksander Barkov, Mikael Granlund, Juuso Hietanen, Topi Jaakola, Jussi Jokinen, Tommi Kivistö, Mikko Koivu, Leo Komarov, Mikko Koskinen, Jarno Koskiranta, Lasse Kukkonen, Patrik Laine, Jani Lajunen, Esa Lindell, Atte Ohtamaa, Antti Pihlström, Ville Pokka, Teemu Pulkkinen, Mika Pyörälä, Mikko Rantanen, Tomi Sallinen, Anssi Salmela et Juuse Saros Entraîneur : Kari Jalonen Entraîneurs assistants : Ari Moisanen, Ville Peltonen et Jukka Rautakorpi |

| Bronze Russie | Viktor Antipine, Anton Belov, Sergueï Bobrovski, Aleksandr Bourmistrov, Igor Chestiorkine, Vadim Chipatchiov, Sergueï Chirokov, Ievgueni Dadonov, Pavel Datsiouk, Alekseï Iemeline, Sergueï Kalinine, Ievgueni Kouznetsov (hockey sur glace), Roman Lioubimov, Alekseï Martchenko, Sergueï Moziakine, Dmitri Orlov, Aleksandr Ovetchkine, Artemi Panarine, Sergueï Plotnikov, Stepan Sannikov, Ilia Sorokine, Maksim Tchoudinov, Ivan Teleguine, Viatcheslav Voïnov et Nikita Zaïtsev Entraîneur : Oļegs Znaroks Entraîneurs assistants : Igor Nikitine, Rashit Davydov, Harijs Vītoliņš et Ilia Vorobiov |

### Récompenses individuelles
| Médias : - Meilleur joueur (MVP) : Patrik Laine (FIN) - Équipe type : - Gardien : Mikko Koskinen (FIN) - Défenseurs : Nikita Zaïtsev (RUS), Mike Matheson (CAN) - Attaquants : Patrik Laine (FIN), Vadim Chipatchiov (RUS), Mikael Granlund (FIN) | IIHF : - Meilleur gardien : Mikko Koskinen (FIN) - Meilleur défenseur : Mike Matheson (CAN) - Meilleur attaquant : Patrik Laine (FIN) |

### Statistiques individuelles
| Clt | Joueur            | Équipe   | PJ | B | A  | Pts | Pun | +/- |
| --- | ----------------- | -------- | -- | - | -- | --- | --- | --- |
| 1   | Vadim Chipatchiov | Russie   | 10 | 6 | 12 | 18  | 8   | +10 |
| 2   | Artemi Panarine   | Russie   | 10 | 6 | 9  | 15  | 4   | +9  |
| 3   | Ievgueni Dadonov  | Russie   | 10 | 6 | 7  | 13  | 6   | +10 |
| 4   | Patrik Laine      | Finlande | 10 | 7 | 5  | 12  | 4   | +4  |
| 5   | Mikael Granlund   | Finlande | 10 | 4 | 8  | 12  | 2   | +6  |
| 6   | Derick Brassard   | Canada   | 10 | 5 | 6  | 11  | 4   | +9  |
| 7   | Pavel Datsiouk    | Russie   | 10 | 1 | 10 | 11  | 0   | +6  |
| 8   | Matt Duchene      | Canada   | 10 | 5 | 5  | 10  | 2   | +10 |
| 9   | Mikko Koivu       | Finlande | 10 | 4 | 6  | 10  | 12  | +8  |
| 9   | Mark Stone        | Canada   | 10 | 4 | 6  | 10  | 6   | +8  |

Pour les significations des abréviations, voir statistiques du hockey sur glace.
| Clt | Joueur            | Équipe             | PJ | Min          | BC | Moy  | %Arr  | Bl |
| --- | ----------------- | ------------------ | -- | ------------ | -- | ---- | ----- | -- |
| 1   | Dominik Furch     | Tchéquie           | 4  | 255 min 0 s  | 4  | 0,94 | 96,00 | 2  |
| 2   | Mikko Koskinen    | Finlande           | 8  | 479 min 1 s  | 9  | 1,13 | 94,67 | 1  |
| 3   | Cameron Talbot    | Canada             | 8  | 480 min 0 s  | 10 | 1,25 | 94,01 | 4  |
| 4   | Sebastian Dahm    | Danemark           | 7  | 434 min 4 s  | 16 | 2,21 | 93,55 | 1  |
| 5   | Sergueï Bobrovski | Russie             | 9  | 520 min 51 s | 15 | 1,73 | 93,12 | 1  |
| 6   | Vitali Kolesnik   | Kazakhstan         | 6  | 324 min 24 s | 19 | 3,51 | 91,98 | 0  |
| 7   | Elvis Merzļikins  | Lettonie           | 5  | 268 min 0 s  | 13 | 2,91 | 91,22 | 0  |
| 8   | Lars Haugen       | Norvège            | 4  | 207 min 33 s | 9  | 2,60 | 90,43 | 0  |
| 9   | Thomas Greiss     | Allemagne          | 4  | 240 min 0 s  | 10 | 2,50 | 90,38 | 0  |
| 10  | Pavel Francouz    | République tchèque | 4  | 244 min 56 s | 10 | 2,45 | 89,58 | 0  |

Pour les significations des abréviations, voir statistiques du hockey sur glace.

## Division IA
La compétition se déroule à Katowice en Pologne du 23 au 29 avril 2016.
| Clt   | Équipe           | PJ | V | VP | D | DP | BP | BC | Diff | Pts |
| ----- | ---------------- | -- | - | -- | - | -- | -- | -- | ---- | --- |
| +001, | Slovénie (R)     | 5  | 4 | 0  | 1 | 0  | 18 | 8  | +10  | 12  |
| +002, | Italie           | 5  | 3 | 0  | 2 | 0  | 11 | 10 | +1   | 9   |
| +003, | Pologne          | 5  | 3 | 0  | 2 | 0  | 17 | 12 | +5   | 9   |
| +004, | Autriche (R)     | 5  | 2 | 1  | 2 | 0  | 11 | 8  | +3   | 8   |
| +005, | Corée du Sud (P) | 5  | 2 | 0  | 2 | 1  | 11 | 11 | 0    | 7   |
| +006, | Japon            | 5  | 0 | 0  | 5 | 0  | 7  | 26 | -19  | 0   |

- Promu en Division Élite en 2017
- Relégué en Division IB en 2017

Pour les significations des abréviations, voir statistiques du hockey sur glace.

## Division IB
La compétition se déroule à Zagreb en Croatie du 17 au 23 avril 2016.
| Clt   | Équipe          | PJ | V | VP | D | DP | BP | BC | Diff | Pts |
| ----- | --------------- | -- | - | -- | - | -- | -- | -- | ---- | --- |
| +001, | Ukraine (R)     | 5  | 4 | 0  | 1 | 0  | 20 | 6  | +14  | 12  |
| +002, | Grande-Bretagne | 5  | 3 | 1  | 1 | 0  | 23 | 7  | +16  | 11  |
| +003, | Lituanie        | 5  | 3 | 0  | 1 | 1  | 15 | 14 | +1   | 10  |
| +004, | Croatie         | 5  | 2 | 1  | 2 | 0  | 21 | 17 | +4   | 8   |
| +005, | Estonie         | 5  | 1 | 0  | 3 | 1  | 12 | 23 | -11  | 4   |
| +006, | Roumanie (P)    | 5  | 0 | 0  | 5 | 0  | 8  | 32 | -24  | 0   |

- Promu en Division IA en 2017
- Relégué en Division IIA en 2017

Pour les significations des abréviations, voir statistiques du hockey sur glace.

## Division IIA
La compétition se déroule à Jaca en Espagne du 9 au 15 avril 2016.
| Clt   | Équipe       | PJ | V | VP | D | DP | BP | BC | Diff | Pts |
| ----- | ------------ | -- | - | -- | - | -- | -- | -- | ---- | --- |
| +001, | Pays-Bas (R) | 5  | 4 | 1  | 0 | 0  | 24 | 6  | +18  | 14  |
| +002, | Espagne      | 5  | 3 | 1  | 0 | 1  | 17 | 9  | +8   | 12  |
| +003, | Belgique     | 5  | 1 | 2  | 2 | 0  | 15 | 18 | -3   | 7   |
| +004, | Serbie       | 5  | 2 | 0  | 2 | 1  | 16 | 14 | +2   | 7   |
| +005, | Islande      | 5  | 1 | 0  | 3 | 1  | 16 | 23 | -7   | 4   |
| +006, | Chine (P)    | 5  | 0 | 0  | 4 | 1  | 6  | 24 | -18  | 1   |

- Promu en Division IB en 2017
- Relégué en Division IIB en 2017

Pour les significations des abréviations, voir statistiques du hockey sur glace.

## Division IIB
La compétition se déroule à Mexico au Mexique du 9 au 15 avril 2016.
| Clt   | Équipe            | PJ | V | VP | D | DP | BP | BC | Diff | Pts |
| ----- | ----------------- | -- | - | -- | - | -- | -- | -- | ---- | --- |
| +001, | Australie (R)     | 5  | 4 | 1  | 0 | 0  | 58 | 10 | +48  | 14  |
| +002, | Mexique           | 5  | 4 | 0  | 0 | 1  | 30 | 13 | +17  | 13  |
| +003, | Israël            | 5  | 2 | 0  | 3 | 0  | 22 | 33 | -11  | 6   |
| +004, | Nouvelle-Zélande  | 5  | 2 | 0  | 3 | 0  | 27 | 19 | +8   | 6   |
| +005, | Corée du Nord (P) | 5  | 2 | 0  | 3 | 0  | 24 | 42 | -18  | 6   |
| +006, | Bulgarie          | 5  | 0 | 0  | 5 | 0  | 8  | 52 | -44  | 0   |

- Promu en Division IIA en 2017
- Relégué en Division III en 2017

Pour les significations des abréviations, voir statistiques du hockey sur glace.

## Division III
La compétition se déroule à Istanbul en Turquie du 31 mars au 6 avril 2016. Deuxième à l'issue du tournoi, la Géorgie voit ses résultats transformés en défaites 5-0 sur tapis vert pour avoir aligné des joueurs non-éligibles,.
| Clt   | Équipe             | PJ | V | VP | D | DP | BP | BC | Diff | Pts |
| ----- | ------------------ | -- | - | -- | - | -- | -- | -- | ---- | --- |
| +001, | Turquie            | 5  | 5 | 0  | 0 | 0  | 35 | 7  | +28  | 15  |
| +002, | Afrique du Sud (R) | 5  | 4 | 0  | 1 | 0  | 29 | 10 | +19  | 12  |
| +003, | Luxembourg         | 5  | 3 | 0  | 2 | 0  | 29 | 14 | +15  | 9   |
| +004, | Bosnie-Herzégovine | 5  | 2 | 0  | 3 | 0  | 12 | 35 | -23  | 6   |
| +005, | Hong Kong          | 5  | 1 | 0  | 4 | 0  | 12 | 26 | -14  | 3   |
| +006, | Géorgie            | 5  | 0 | 0  | 5 | 0  | 0  | 25 | -25  | 0   |

- Promu en Division IIB en 2017

Pour les significations des abréviations, voir statistiques du hockey sur glace.